# Bataille de Verdun
Pour les articles homonymes, voir Bataille de Verdun et Verdun (homonymie).
Première Guerre mondiale
Batailles
Attaque brusquée (21/02 - 25/02 1916) • Attaque aux ailes (03 - 04 1916) • Bataille d'usure (05 - 09 1916) • Reprise du fort de Vaux (24/10 - 03/11/1916) • Bataille de Douaumont-Vaux (24/10 1916) • Bataille de Louvemont-Bezonvaux (15/12 1916) • Bataille de la Cote 304 et le Mort-Homme (20/08 1917)

Front d'Europe de l’Ouest
- Liège (8-1914)
- Namur (8-1914)
- Frontières (8-1914)
- Anvers (9-1914)
- Grande Retraite (9-1914)
- Marne (9-1914)
- Course à la mer (9-1914)
- Yser (10-1914)
- Messines (10-1914)
- Ypres (10-1914)
- Givenchy (12-1914)
- 1re Champagne (12-1914)
- Hartmannswillerkopf (1-1915)
- Neuve-Chapelle (3-1915)
- 2e Ypres (4-1915)
- Colline 60 (4-1915)
- Artois (5-1915)
- Festubert (5-1915)
- Quennevières (6-1915)
- Linge (7-1915)
- 2e Artois (9-1915)
- 2e Champagne (9-1915)
- Loos (9-1915)
- Verdun (2-1916)
- Redoute Hohenzollern (3-1916)
- Hulluch (4-1916)
- 1re Somme (7-1916)
- Fromelles (7-1916)
- Arras (4-1917)
- Vimy (4-1917)
- Chemin des Dames (4-1917)
- 3e Champagne (4-1917)
- 2e Messines (6-1917)
- Passchendaele (7-1917)
- Cote 70 (8-1917)
- 2e Verdun (8-1917)
- Malmaison (10-1917)
- Cambrai (11-1917)
- Bombardements de Paris (1-1918)
- Offensive du Printemps (3-1918)
- Lys (4-1918)
- Aisne (5-1918)
- Bois Belleau (6-1918)
- 2e Marne (7-1918)
- 4e Champagne (7-1918)
- Château-Thierry (7-1918)
- Le Hamel (7-1918)
- Amiens (8-1918)
- Cent-Jours (8-1918)
- 2e Somme (9-1918)
- Bataille de la ligne Hindenburg
- Meuse-Argonne (10-1918)
- Cambrai (10-1918)

Front italien
Front d'Europe de l’Est
Front des Balkans
Front du Moyen-Orient
Front africain
Bataille de l'Atlantique
La bataille de Verdun est une bataille qui s'est déroulée du 21 février au 18 décembre 1916 dans la région de Verdun en Lorraine, durant la Première Guerre mondiale. Elle a opposé les armées française et allemande.
Conçue par le général von Falkenhayn, commandant en chef de l'armée allemande, d'après la version qu'il en donne dans ses mémoires, comme une bataille d'attrition pour « saigner à blanc l'armée française » sous un déluge d'obus dans un rapport de pertes de un pour deux, elle se révèle en fait presque aussi coûteuse pour l'attaquant : elle fait plus de 700 000 pertes (morts, disparus ou blessés), 362 000 soldats français et 337 000 allemands, une moyenne de 70 000 victimes pour chacun des dix mois de la bataille. On peut noter que selon les travaux historiques récents, notamment ceux de l'historien allemand Holger Afflerbach, l'objectif allemand était plus simplement de prendre le saillant de Verdun, la version d'une bataille d'attrition étant une justification inventée après coup par Falkenhayn pour masquer son échec.
Parallèlement, de juillet à novembre, les armées britannique et française sont engagées dans la bataille de la Somme, encore plus sanglante. De plus, du 4 juin au 20 septembre, l'armée russe est engagée dans l'offensive Broussilov, la plus grande offensive de toute la guerre de l'armée tsariste sur le front de l'Est : elle contraint l'état-major allemand à retirer des divisions sur le front de l'Ouest pour les envoyer à l'Est, ce qui contribue à alléger la pression allemande sur Verdun.
Alors que, côté allemand, ce sont pour l'essentiel les mêmes corps d'armée qui livrent toute la bataille, l'armée française fait passer à Verdun, par rotation, 70 % de ses poilus, ce qui contribue à l'importance symbolique de cette bataille et à la renommée du général Pétain. C'est au général Nivelle, qui remplace Pétain à partir du 1er mai, que revient le mérite de l'enrayement définitif de l'offensive allemande (juin-juillet 1916), puis de la reconquête de tout le terrain perdu depuis le 21 février, entre octobre et novembre 1916, avec la récupération du fort de Douaumont et du fort de Vaux, aidé en cela par son subordonné le général Mangin. La bataille se termine par un retour à la situation antérieure le 18 décembre 1916. Bien qu'elle n'ait pas été décisive, ses conséquences stratégiques, militaires et politiques étant mineures, la mémoire collective en a rapidement fait une victoire défensive de l'armée française, jugée a posteriori par les Allemands comme de même nature que la victoire de l'Armée rouge dans la bataille de Stalingrad.
C'est la plus longue bataille de la Première Guerre mondiale et l'une des plus dévastatrices, ce qui a donné lieu au mythe de Verdun, la « mère des batailles », une des plus inhumaines auxquelles l'homme se soit livré : l'artillerie y cause 80 % des pertes. Le discours mémoriel typique brosse le portrait de soldats dont le rôle consiste surtout à survivre — et mourir — dans les pires conditions sur un terrain transformé en enfer, tout cela pour un résultat militaire nul, ce qui en fait le symbole de la futilité de toute guerre industrielle. La violence des combats se justifie notamment par la très faible étendue du champ de bataille (quelques kilomètres carrés) où des centaines de milliers d’hommes s'affrontent jour et nuit dans des conditions apocalyptiques.
Bien que cette bataille ait montré les fautes stratégiques et tactiques des états-majors belligérants, et qu'elle ne soit pas la plus meurtrière ni la plus décisive de la Première Guerre mondiale, elle a donné lieu dans l'histoire officielle française à une mythologie sacralisant cette bataille de défense du territoire national. Verdun est devenu le lieu de mémoire par excellence de la Première Guerre mondiale alors que l'historiographie institutionnelle allemande a privilégié la construction mémorielle de la bataille de la Somme, liée au sentiment des soldats allemands d'avoir participé à une bataille défensive. Malgré ces enjeux mémoriels concurrentiels qui participent à la fabrication du « roman national » avec ses batailles et ses héros, s'est opéré un changement de « régime de mémoire » depuis les années 1970 qui se traduit dans la réconciliation franco-allemande et l'image symbolique de la poignée de main de François Mitterrand et Helmut Kohl à Douaumont en 1984. Cette évolution se traduit également dans les études historiographiques sur la Grande Guerre, qui à l’origine s’intéressaient essentiellement à la question des responsabilités et aux opérations militaires. À notre époque, elles ont replacé l’humain au centre de cette histoire et ont mis l'accent sur l'histoire des représentations à travers la culture de guerre (corps et état d'esprit des soldats de Verdun passés du statut de héros à celui de victime, vision de la bataille à l'arrière et chez les civils, survivance de la bataille dans la culture nationale).

## Contexte de la bataille

### Contexte militaire au début de l'année 1916
Le jeu des alliances contractées par les différents États en Europe entre 1879 et 1912 a entraîné la division des puissances européennes en deux blocs à la veille de la guerre : l'Empire allemand, l'Empire austro-hongrois et l'Italie sont regroupés au sein de la Triple-Alliance ; la France, le Royaume-Uni et l'Empire russe forment, quant à eux, la Triple-Entente.

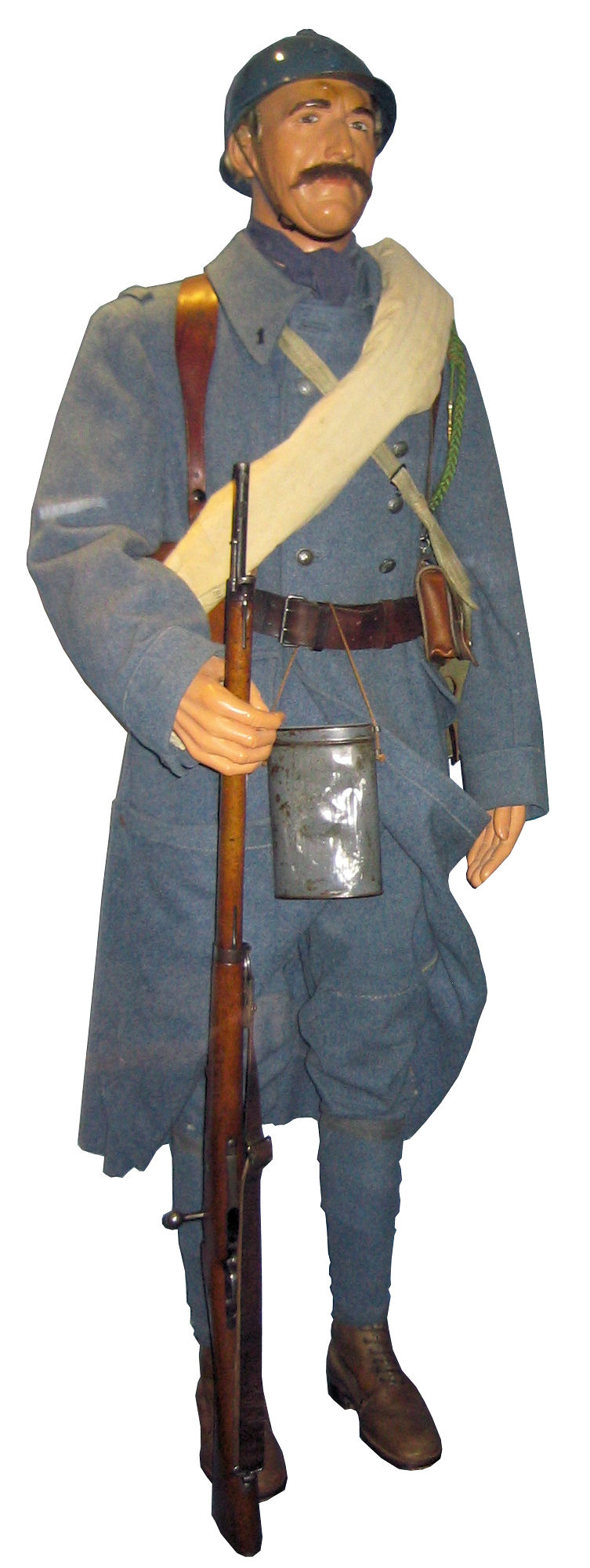
Uniforme du soldat français de première classe.

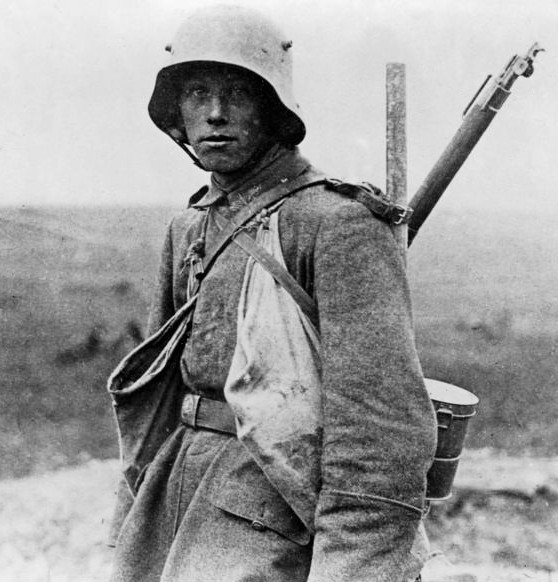
Fantassin allemand équipé de la veste feldbluse « gris de campagne » (feldgrau) avec le casque Stahlhelm et le fusil Karabiner 98 a.

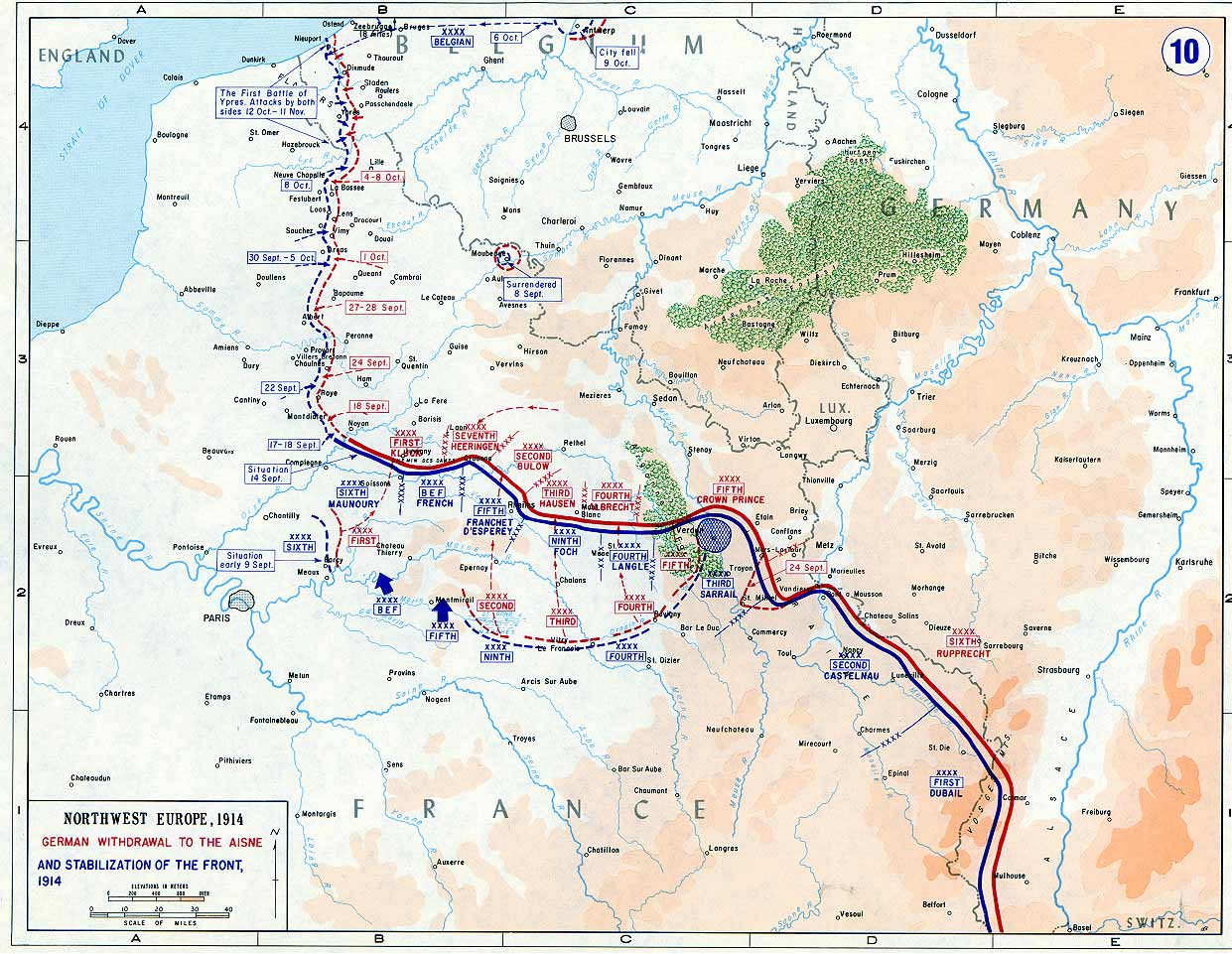
Carte du front Ouest, avec le saillant de Verdun formant une avancée entre l'Argonne et le saillant de Saint-Mihiel.

Néanmoins, à la suite de la signature du pacte de Londres, le 26 avril 1915, les Alliés amènent l'Italie à quitter la Triplice (contraction du terme « Triple-Alliance »).
Au déclenchement des hostilités, les puissances centrales se trouvent donc encerclées à l'ouest par les forces anglo-françaises et à l'est par les troupes russes. La stratégie adoptée par le haut-commandement allemand, afin de lui éviter de combattre sur deux fronts simultanément, préconise une offensive massive en France. L'objectif est de prendre Paris dans un délai de sept semaines pour ensuite reporter l'effort contre les armées russes, plus longues à mobiliser. La première phase de l'offensive allemande, sous le commandement du général von Moltke, est une réussite totale : la poussée permet l'occupation de la quasi-totalité du territoire belge et d'une bonne partie du Nord-Est de la France. Ce n'est qu'à partir de la fin du premier mois des hostilités que l'avancée allemande commence à s’essouffler, alors que le 25 août 1914 Moltke retire le corps de réserve de la garde et le XIe corps d'armée du front occidental pour parer une offensive russe en Prusse-Orientale. Ce ralentissement de la progression allemande permet au haut-commandement français de se réorganiser et de placer la 6e armée, nouvellement créée, sur l'aile droite du front, aux environs de Paris. Le 4 septembre 1914, le généralissime Joseph Joffre, avisé que le flanc gauche de l'offensive allemande, en continuant sa route vers le sud, devient à découvert, saisit l'occasion et ordonne au général Joseph Gallieni, commandant de l'armée de Paris, d'attaquer. S'ensuit la bataille de la Marne, où les forces anglo-françaises repoussent les armées allemandes le long de l'Aisne. À la suite de la contre-attaque française, les deux belligérants tentent réciproquement de déborder le flanc de leur adversaire par le nord : c'est la course à la mer. Finalement, le front se stabilise sur une ligne faisant 750 km, de la mer du Nord à la Suisse, en passant par Nieuport, Compiègne, Reims, Verdun et la région de Nancy. Les armées s’enterrent. La guerre de mouvement est terminée. Un conflit que tous croyaient ne devoir durer que quelques semaines s'annonce plus long que prévu.
Durant l'année 1915, le nouveau commandant en chef des forces allemandes, von Falkenhayn, souhaite concentrer son attention sur le front oriental. L'état-major allemand, après les difficiles batailles sur l'Yser et à Ypres à la fin de l'année 1914, prend conscience que toutes les percées sur le front occidental ne pourront avoir lieu qu'au prix de pertes immenses. La décision est donc prise de profiter de la position du front, lequel est totalement en territoire ennemi, pour y conserver une position généralement défensive. Le haut-commandement peut ainsi tenir ce front avec des unités en moins, qui seront redéployées à l'est en vue d'une importante offensive. Le plan de Falkenhayn mise sur la faible densité défensive du front russe et sur ses problèmes logistiques pour pousser le tsar Nicolas II à signer une paix séparée. En février 1915, une première offensive en Prusse-Orientale, menée par le maréchal von Hindenburg obtient des succès limités. Ce n'est qu'à partir du 2 mai qu'une nouvelle offensive, menée cette fois-ci par le maréchal von Mackensen, permet la poussée décisive : sur un front de 160 km, les troupes russes sont bousculées de toute part ; le 22 juin la Galicie est occupée. Le 13 juillet, la Grande Retraite se poursuit alors que le commandement allemand est réunifié sous les ordres de Falkenhayn. Quand l'offensive s'arrête le 19 septembre, les forces allemandes occupent Varsovie, Novogeorgievsk, Brest-Litovsk et Vilnius, mais elles n'ont jamais été capables d'encercler les troupes russes, qui se dérobaient toujours.
Sur le front occidental, les forces anglo-françaises, malgré l'arrivée de nouvelles troupes, connaissent la défaite en Artois et en Champagne. Les tentatives de percée se terminent en combats locaux sans importance stratégique. Alors que ces offensives font entre 310 000 et 350 000 morts dans les rangs français, elles n'arrivent pas à ralentir le déplacement des troupes allemandes vers l'est. La guerre sera non seulement longue mais aussi meurtrière.
C'est au cours de l'hiver 1915-1916 que les états-majors adverses préparent leurs plans de campagne pour l'année à venir. Après plus d'une année d'expériences, les commandements commencent à ajuster leurs stratégies en fonction des conditions de la guerre de positions moderne : la stratégie qui sera adoptée chez tous les belligérants sera celle de la guerre d'usure. Dans les formes nouvelles du combat qui émergent, le rôle du soldat s'efface de plus en plus devant celui du matériel.
Forts de leurs succès offensifs en Russie, les généraux allemands se questionnent sur la marche à donner aux opérations pour l'année 1916. Von Falkenhayn reste sceptique sur l'opportunité de poursuivre l'offensive sur le front oriental. La campagne précédente a démontré que la stratégie adoptée par le haut-commandement russe empêchera les forces allemandes de réussir toute manœuvre d'encerclement. De plus, il craint les effets pervers d'un engagement trop profond en Russie : les distances séparant le front de l'état-major et la déficience des moyens de communication en Russie pourraient entraîner les troupes allemandes dans une situation identique à celle de la Grande Armée napoléonienne un siècle plus tôt.
C'est donc sur le front occidental que l'armée allemande devra prendre l'initiative. Le général Falkenhayn est toutefois conscient que les méthodes qui ont assuré le succès en Russie ne peuvent qu'échouer en France. À l'ouest, le front est tenu bien plus solidement par les effectifs anglo-français, toujours plus nombreux. La France et le Royaume-Uni, grâce au crédit octroyé par les financiers américains et au contrôle des mers, ne sont pas confrontés aux problèmes d'approvisionnement que connaissent l'Empire russe et les puissances centrales. Un réseau développé de chemins de fer permet au haut-commandement français de déplacer rapidement troupes et matériel sur tous les endroits du front. Devant cette situation, Falkenhayn choisit d'adopter une stratégie novatrice : au lieu de tenter une rupture sur un endroit particulier du front, il décide d'amener l'armée française au bout de ses ressources matérielles et morales. Par une suite ininterrompue d'attaques répétées, il souhaite user l'ennemi dans son ensemble alors que l'armée française compte déjà 600 000 morts dans ses rangs.
Du côté des forces de l'Entente, la priorité devient l'organisation concertée des forces sur les deux fronts afin de fixer les troupes des puissances centrales. Entre les 6 et 8 décembre 1915, une conférence interalliée à Chantilly adopte le principe d'une offensive simultanée au début de l'été 1916, entreprise « avec le maximum de moyens » sur les fronts occidental, italien et russe. Contrairement au plan allemand, le but de l'offensive est encore ici de créer une percée dans les lignes ennemies. Toutefois, les moyens, eux, seront les mêmes : l'avancée des soldats sera précédée à chaque fois d'une gigantesque préparation d'artillerie étalée sur plusieurs jours. Le nouveau credo des forces anglo-françaises est celui du général Foch : « L'artillerie « conquiert » le terrain, l'infanterie [l']« occupe ». » Toutefois, la coopération entre les différents alliés demeure déficiente ; seuls les Français et les Britanniques réussissent à élaborer un plan commun. Les états-majors prévoient d'engager conjointement, autour du 1er juillet, une attaque massive sur un front de 70 km dans le secteur de la Somme. La date choisie a le double avantage d'être située dans la période où l'industrie doit fonctionner à son plein rendement et où l'armée russe doit elle aussi engager une offensive.
Sceptique à propos de la stratégie de l'Entente, où le haut-commandement anglo-français ne semble pas envisager la possibilité d'une offensive allemande à l'ouest, le général russe Mikhail Alekseïev prophétise que « l'adversaire n'attendra pas que Joffre ait achevé ou non sa préparation ; il attaquera dès que les conditions du climat et l'état des routes le lui permettront. »

### Contexte socio-économique au début de l'année 1916

Affiche publicitaire de Jules-Abel Faivre pour le deuxième emprunt de la défense nationale placé en octobre 1916.

Avec la fin de la guerre de mouvement dans les derniers jours de novembre 1914, les États belligérants doivent revoir complètement l'organisation des opérations militaires. Malgré la mobilisation générale des troupes, la guerre n'a été jusque-là qu'une affaire militaire. Dans la perspective d'un conflit de courte durée, les armées des différents belligérants disposaient d'un stock d'approvisionnement suffisant pour couvrir leurs besoins durant les premières semaines de la guerre. Avec l'enlisement du conflit, la victoire ne repose désormais plus uniquement sur le jeu des forces militaires : elle dépend aussi désormais des capacités de l'industrie nationale, de la disponibilité du crédit, de la liberté du commerce, de l'état de l'opinion publique et de l'unité politique du pays. Alors que les tranchées sont creusées tout le long du front, outre le soldat, c'est toute la société qui s'enlise dans le conflit ; la guerre devient totale.
À la fin de la campagne de 1914, tous les belligérants sont confrontés aux mêmes difficultés économiques. Durant les premiers mois du conflit, l'activité économique a presque cessé complètement : la mobilisation a retiré un très grand nombre d'hommes des usines et des champs, le commerce est paralysé parce que l'armée a réquisitionné les principales voies de communication et le matériel roulant. Cette crise laisse la majorité des non-mobilisés sans emploi : alors que les taux de chômage en France et en Allemagne s'établissent respectivement à 4,5 % et à 3 % en juillet 1914, ceux-ci grimpent à 43 % et à 22,5 % dès le mois d'août. Avec l'enlisement du conflit et la baisse rapide des stocks des armées, les nations en guerre, en plus de relancer leur commerce et leur industrie, doivent s'assurer de subvenir aux besoins de la troupe et de ceux restés à l'arrière. Dans les conditions de la guerre moderne, le simple jeu des intérêts individuels ne peut permettre de surmonter rapidement l'état de crise dans lequel l'ensemble de la société est plongé. Peu à peu, l'État prendra donc en charge lui-même le développement de la production et de la distribution des biens ; l'interventionnisme économique atteindra des sommets nouveaux, se rapprochant d'un « communisme de guerre ».
Si tous les États sont confrontés aux mêmes problèmes, ils ne disposent toutefois pas des mêmes moyens pour les surmonter. Les Empires centraux, encerclés par les pays de l'Entente, sont soumis à d'importantes pressions économiques. Quant à l'Allemagne, pays essentiellement industrialisé, son économie repose en grande partie sur l'importation de matières premières en provenance de Lorraine et de Russie et sur l'exportation de produits manufacturés vers cette dernière. Avec le conflit, le commerce avec ces deux régions est totalement arrêté. Soumis au blocus maritime imposé par la Royal Navy, le commerce allemand tente de se réorganiser avec les nations demeurées neutres, mais l'influence des pays de l'Entente ainsi que la rareté du crédit et des devises étrangères limitent grandement ce mouvement. Durant les premiers mois de la guerre, sous la pression de l'industrie, le gouvernement allemand crée plusieurs Offices destinés à rationner l'usage des matières premières et à planifier la production en fonction des besoins de guerre. Les ressources des territoires occupés sont employées pour alimenter l'effort de guerre allemand. De leur côté, les industriels se regroupent en spécialités et organisent la répartition de la main-d'œuvre. Malgré tous ces efforts, l'économie allemande est, à différents degrés et tout le long du conflit, en perpétuel état de pénurie. La menace économique et ses conséquences sociales sont un des grands déterminants de l'attitude générale adoptée par l'Allemagne pendant la durée de la guerre. Consciente de l'urgence, elle est amenée à faire preuve d'une grande agressivité pour éviter l'étouffement économique. La stratégie adoptée est celle des luttes d'usure pour presser les nations ennemies vers la paix, et de la guerre sous-marine à outrance afin de contrebalancer les effets du blocus.

## Stratégies pour débloquer la situation

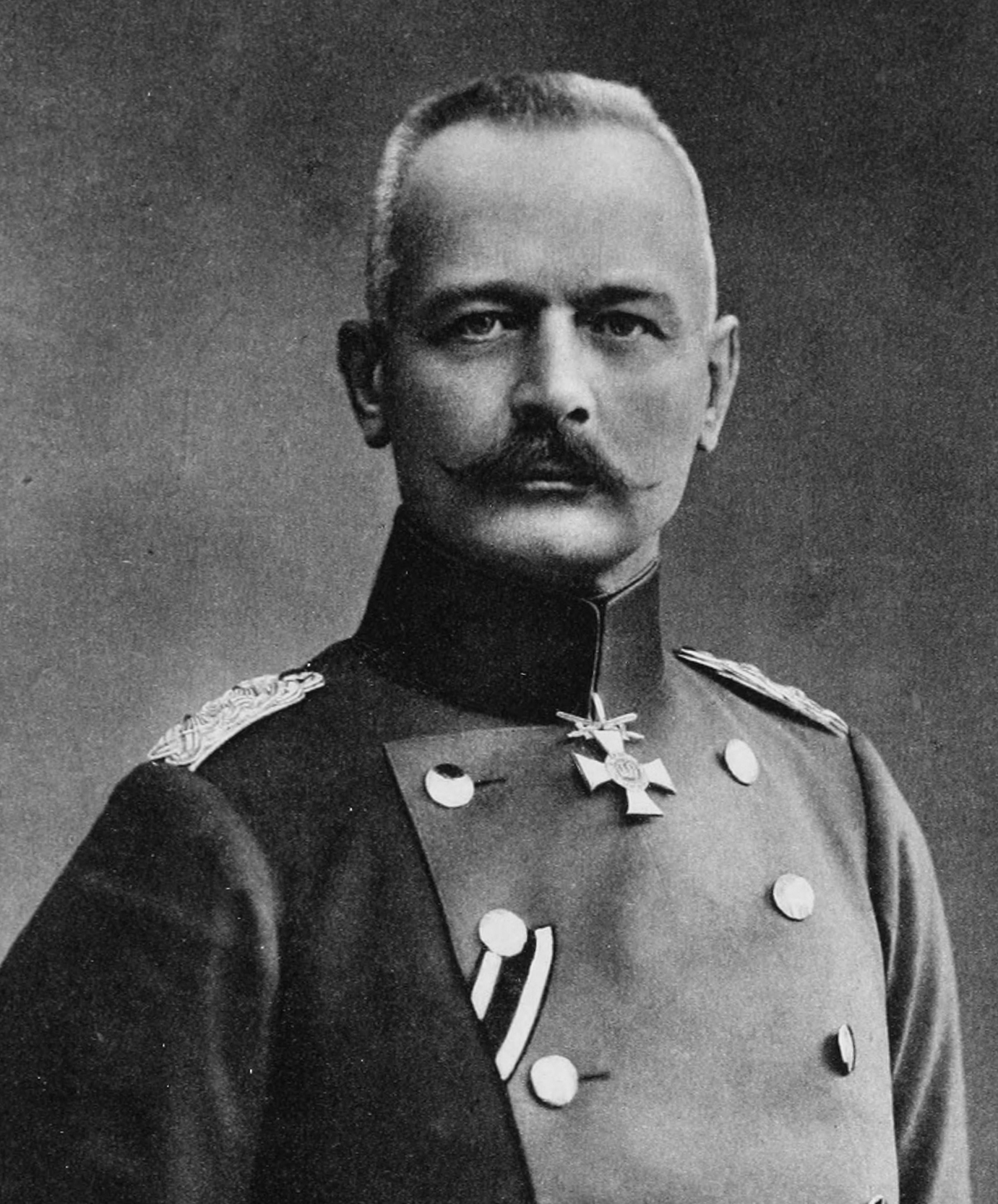
Erich von Falkenhayn.

Pour le commandement français, dirigé par le général Joffre, la guerre de mouvement reste d’actualité. Le chef des armées prête toute son attention à la préparation d’une offensive importante sur la Somme pour soulager le front de Verdun. Il faut percer, reprendre la guerre de mouvements et en finir.
Pour le commandement allemand, en la personne du général von Falkenhayn, chef de l’état major impérial, ce n’est pas tout à fait la même façon d’aborder le problème. Effectivement, il faut en finir avec ce conflit, car pour lui, le Royaume-Uni cherche à asphyxier les empires centraux dans une guerre d'usure. Mais pour cela il faut rendre la guerre coûteuse aux Anglais par une nouvelle méthode, la guerre sous-marine, et surtout il faut détruire les forces françaises : « les forces de la France seront saignées à mort… que nous atteignions notre objectif ou non ». Pour des raisons de stratégie et de fierté nationale, l'armée française ne peut reculer et devrait donc s'accrocher à défendre tout objectif sous le feu allemand. D'après la version que Falkenhayn donne de son plan dans ses Mémoires après la guerre, le but est d'engager une bataille au ratio de pertes favorable à l'armée allemande, et donc de décourager la France pour obtenir l'arrêt des combats.

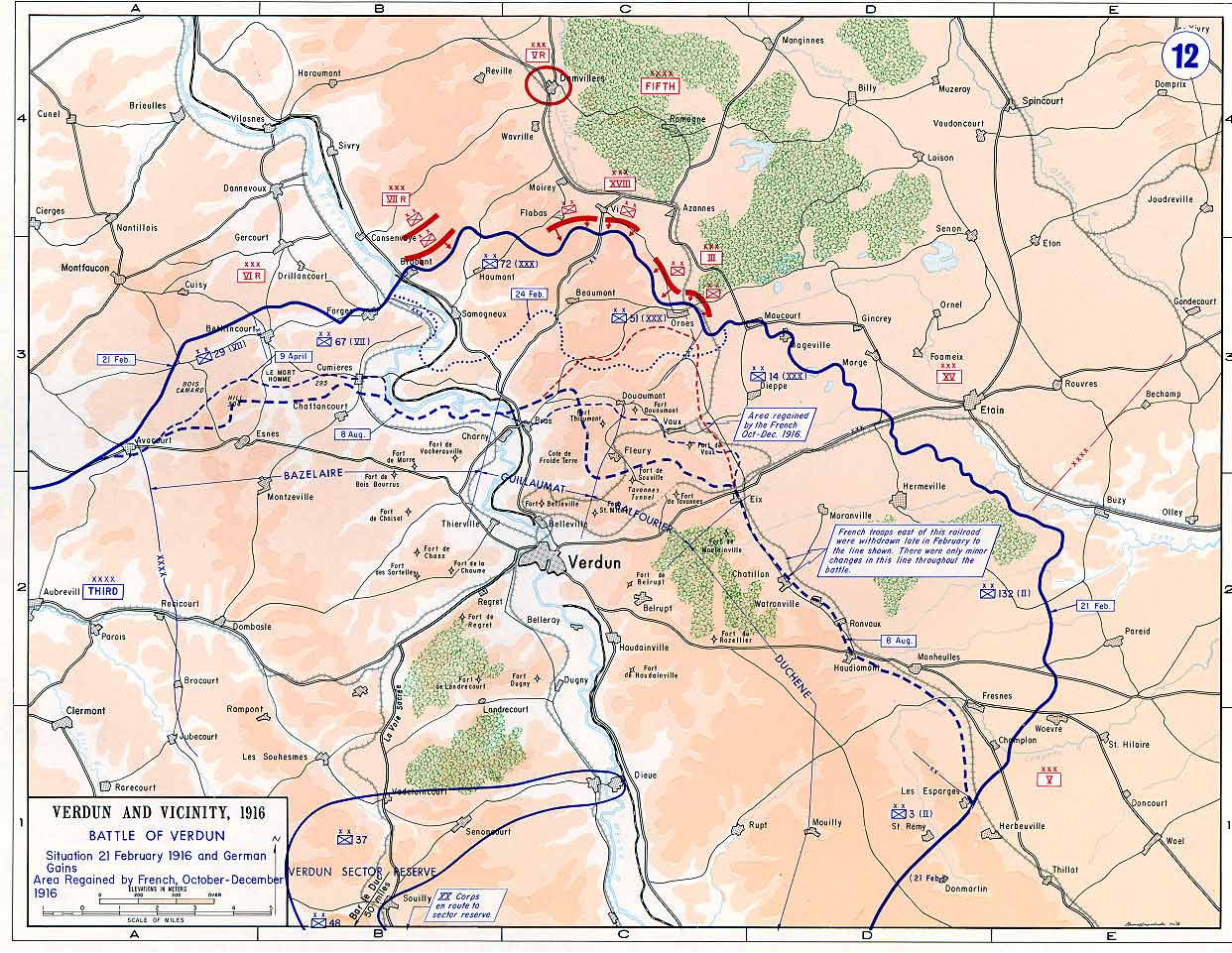
Carte du front.
Situation le 21 février 1916.

Le site de Verdun est finalement un choix stratégique raisonné pour de multiples raisons :
- tout d'abord, c’est une position stratégique car le saillant se trouve à proximité immédiate du bassin minier et des usines d’obus de Briey-Thionville, ainsi que du complexe ferroviaire de Metz, Verdun pouvant servir de base de départ à une offensive française pour menacer l'approvisionnement et les communications allemandes[17] ;
- le saillant de Verdun est entouré par les forces allemandes de trois côtés, qui bénéficient d'un réseau logistique de voies ferrées performantes, alors que, du côté français, Verdun ne peut être approvisionné que par une mauvaise route et une ligne de chemin de fer à voie étroite. La région fortifiée de Verdun, une des principales places du système défensif Séré de Rivières, est plutôt isolée par rapport au reste du front français (mais son désarmement par Joffre est ignoré par l'État-major allemand)[18]. Vu l'impossibilité de rompre le front continu sur le théâtre ouest des opérations, Falkenhayn voit dans la vulnérabilité tactique de Verdun la possibilité de concentrer ses attaques sur ce secteur en n'engageant que des forces limitées en nombre en raison des conditions géographiques (vallonnement qui permet de cacher ses pièces d'artillerie, présence de la Meuse) et des facilités de communication[19] ;
- Verdun est une ville mythique pour les Français : elle a subi onze sièges au cours de l'histoire depuis la conquête par Clovis en 502 avant de devenir la ville du Saint-Empire romain germanique et d'être définitivement annexée en 1648, par le traité de Westphalie. C'est également le lieu du traité de Verdun en 843 qui déchire à jamais l'unité du vieil empire de Charlemagne. Falkenhayn pense ainsi tirer un énorme prestige vis-à-vis de ses troupes et du peuple allemand. Il ne pense pas forcément percer le front mais voudrait user l'armée française en l'amenant à défendre à tout prix une position difficile à tenir[20].

Des travaux historiques récents, notamment ceux de l'historien allemand Holger Afflerbach, mettent en doute la version de Falkenhayn qui prétendait vouloir « saigner à blanc » l'armée française. Selon eux, il s'agit d'une justification imaginée après-coup et le fameux « mémorandum de Noël 1915 » (le Weihnachtsmemorandum) de Falkenhayn envoyé au Kaiser, était un faux rédigé après la guerre. La bataille aurait plus classiquement eu pour objectif la prise du saillant de Verdun et par là même la prise symbolique de la ville frontière dont la portée politique était importante. C'est seulement l'échec allemand et les lourdes pertes qui auraient conduit von Falkenhayn à imaginer de justifier son plan par un objectif d'attrition de l'armée française. À l'appui de cette thèse, on peut notamment signaler que les commandants d'armée allemands à Verdun ont nié avoir eu connaissance d'un plan ayant comme objectif une simple attrition.
Les services de renseignement français ont depuis fin 1915 de plus en plus d'éléments indiquant que l'offensive allemande va se porter sur Verdun, des renseignements faisant état de transferts d’artillerie et de rassemblements de troupes dans la région allant de Sedan aux abords de Metz. Bien que le général Herr, commandant de la région, avertisse son supérieur qu'il n'est pas en mesure de défendre le secteur, Joffre laisse celui-ci dégarni pour préparer l'offensive de la Somme, laissant moins de 600 pièces d'artillerie (contre 1 225 allemandes) et des unités à faible valeur combattante, ce qui devrait permettre aux Allemands de prendre l'avantage en première partie de bataille.
Enfin, il est clair que les Allemands mettent en œuvre leur plan d'attaque plus rapidement que les Français. Sinon, la confrontation aurait très certainement eu lieu sur la Somme.

## État de la défense de Verdun début 1916
C’est un saillant des lignes françaises, cerné de tous les côtés, la Meuse compliquant la défense du secteur. Dans le saillant se trouve une double ceinture de 34 forts et ouvrages fortifiés, dont ceux de Douaumont et de Vaux. Mais depuis la destruction des fortifications de Liège, Namur et Maubeuge par les obusiers allemands, le commandement français ne croit plus aux places fortes, vouées à la perte de leur armement et à la capture de leurs garnisons en raison des progrès de l'artillerie. Les canons des forts de Verdun ont été retirés par décret du 5 août 1915, diminuant ainsi très fortement leur capacité opérationnelle. Joffre a besoin de ces canons pour l’offensive qu’il projette dans la Somme. De même, les garnisons occupant les forts sont bien souvent réduites à quelques dizaines de combattants, voire moins. Le système de défense est lui aussi parfois ramené à une tranchée au lieu de trois, et les barbelés sont en mauvais état.
Pour ravitailler le secteur, il ne reste plus qu’un chemin de fer à voie étroite (le Chemin de fer meusien) reliant Bar-le-Duc à Verdun, la prise de Saint-Mihiel par les Allemands en 1914 ayant coupé définitivement la ligne de chemin de fer à voie normale reliant Verdun à Nancy par Saint-Mihiel. Véritable tortillard, le Chemin de fer meusien est impropre au transport de matériel lourd. Parallèlement au Chemin de fer meusien se trouve une route départementale que Maurice Barrès appela « la voie sacrée ». Ce manque de voies de communication avec l’arrière rend encore plus fragile cette partie du front.

## Préparatifs

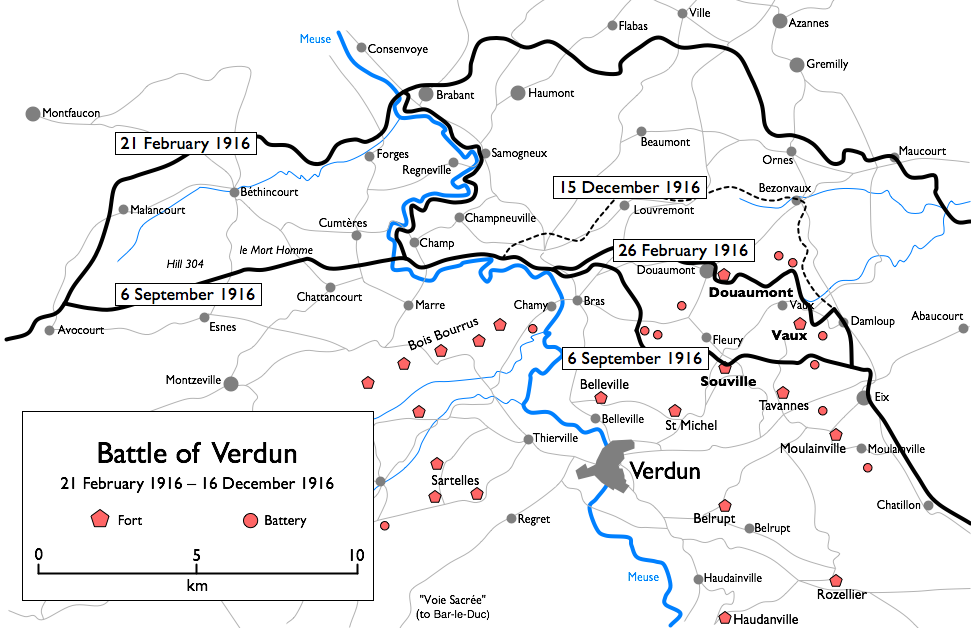
Carte de Verdun et de ses environs.

Le général allemand Falkenhayn choisit donc Verdun pour sa vulnérabilité et aussi du fait qu’il n’aura pas à déplacer beaucoup de troupes. Comptant sur la supériorité allemande en artillerie lourde, il va employer la méthode du Trommelfeuer (Feu roulant) : les canons ne tirent pas par salves mais en feu à volonté, ce qui effectue un pilonnage continu. La préparation d’artillerie devrait permettre de détruire les défenses du terrain à conquérir. Au départ l'opération est appelée Jugement, elle est prévue pour le 10 février, mais reportée pour cause de mauvais temps.
Les Allemands rassemblent face à Verdun quelque 1 225 pièces d’artillerie de tous calibres dont 542 obusiers lourds. En moyenne, on peut compter un obusier rapide de 210 mm tous les 150 m. Ils déploient 13 obusiers Krupp de 420 mm, 17 obusiers Škoda de 305 mm, 2 pièces de marine de 380 mm et les munitions en conséquence, environ 2 500 000 obus. Falkenhayn masse 72 bataillons d’infanterie dans des abris enterrés (Stollen) et ne prévoit que d'attaquer les forts de la rive droite de la Meuse alors que le général von Knobelsdorf, initiateur de l'opération Gericht, avait insisté sur l'importance d'une attaque générale sur les deux rives pour « obtenir la forte impression morale désirée ».
Sur les vingt divisions affectées à l'opération, dix sont prévues pour la bataille proprement dite, les dix autres étant réservées pour une éventuelle bataille décisive sur un autre secteur dégarni en conséquence.
Tous ces préparatifs ne peuvent échapper à l’attention des défenseurs de Verdun qui ne manquent pas de rapporter le renseignement aux plus hautes instances militaires. Ainsi le lieutenant-colonel Driant, commandant des 56e et 59e bataillons de chasseurs, profite de sa qualité de parlementaire, membre de la commission de la défense nationale, pour attirer l’attention du commandement sur le secteur.
Joffre envoie un détachement du génie, mais il est bien tard. Le général Herr, chef de la région fortifiée de Verdun, dit lui-même « chaque fois que je demande des renforts d’artillerie, le GQG répond en me retirant deux batteries ! »
Depuis la mi-janvier, les préparatifs allemands sont confirmés par le 2e bureau (service de renseignement militaire français), par la reconnaissance aérienne qui prend des photographies inquiétantes et par des déserteurs alsaciens-lorrains. Joffre reste sourd à ces renseignements.

## L’apocalypse sur la rive droite de la Meuse

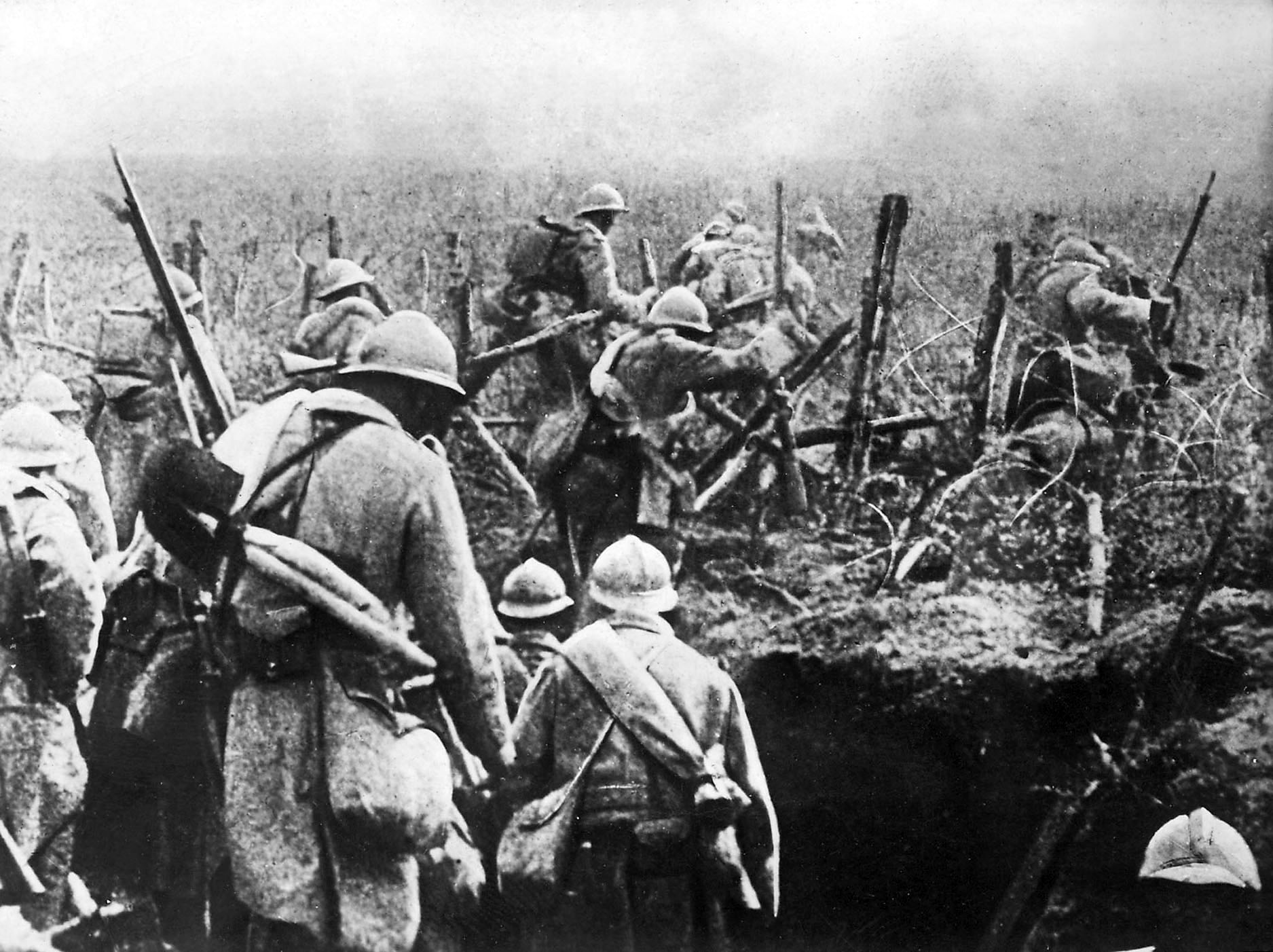
Soldats français à l'assaut sortant de leur tranchée pendant la bataille de Verdun, 1916.

Le lundi 21 février 1916 à 4 h du matin, un obus de 380 mm explose dans la cour du palais épiscopal de Verdun. Ce n'est qu'un tir de réglage, le véritable déluge de feu commençant à 7 h 15 avec un obus de 420 mm. C’est le début de l’opération baptisée Gericht ("tribunal" [l'organe judiciaire ou le lieu où il siège], "jugement, sentence") par les Allemands et d'une bataille qui va durer dix mois et faire plus de 300 000 morts et 700 000 victimes.
Sur la partie centrale, longue de 15 kilomètres, les Allemands ont installé 40 batteries de 800 canons qui pilonnent les tranchées françaises, sur un front d'environ 30 kilomètres, jusqu'à 16 h. Au bois des Caures durant cette journée, 80 000 obus tombent en 24 heures. Le bombardement est perçu jusque dans les Vosges, à 150 km.
À 16 h , le même jour, 60 000 soldats allemands passent à l’attaque sur un front de six kilomètres au bois des Caures, croyant s'attaquer à des troupes à l'agonie, totalement désorganisées mais ils se heurtent à une résistance inattendue. Le VIIe corps d'armée (Allemagne) commandé par le général Johann von Zwehl, le XVIIIe corps d'armée (Allemagne) commandé par le général Dedo von Schenck et le IIIe corps d'armée (Allemagne) commandé par le général Ewald von Lochow effectuent une progression limitée, aménageant immédiatement le terrain afin de mettre l’artillerie de campagne en batterie. La portée ainsi augmentée, les canons allemands menacent directement les liaisons françaises entre l’arrière et le front.
Les forces françaises sont écrasées par cette pluie d’acier. Le lieutenant-colonel Driant trouve la mort le 22 février dans le bois des Caures. Avec lui, 1 120 hommes tombent. Il n’y aura que 110 rescapés parmi les 56e et 59e bataillon de chasseurs à pied. Sur le reste du secteur, les défenses sont broyées, disloquées, écrasées. En quelques heures, les massifs forestiers disparaissent, remplacés par un décor lunaire. Les massifs de Haumont, de Herbebois et des Caures sont déchiquetés, hachés, nivelés. Derrière le feu roulant, le VIIe corps rhénan, le XVIIIe hessois et le IIIe brandebourgeois avancent lentement.

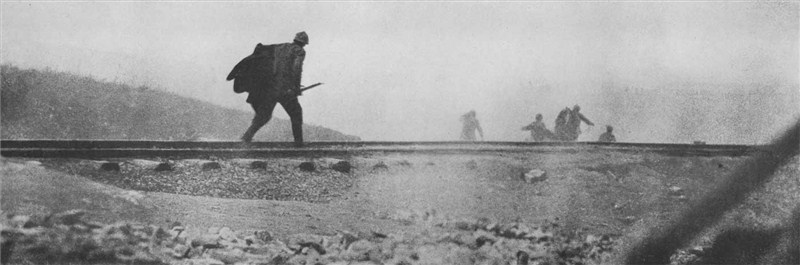
Passage d'un tir de barrage au ravin de Fleury.

Deux millions d’obus — un obus lourd toutes les trois secondes — tombent sur les positions françaises en deux jours.

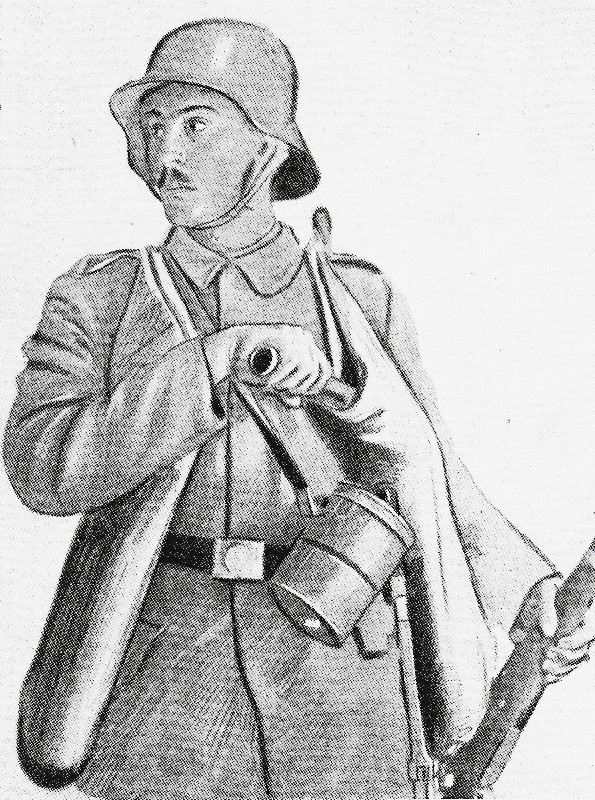
Jeune soldat allemand du « Sturm-Bataillon Nr.5 (Rohr) ».

Le fort de Douaumont, qui n’est défendu que par une soixantaine de territoriaux, est enlevé dans la soirée du 25 février 1916 par le 24e régiment brandebourgeois. Ce succès est immense pour la propagande allemande et une consternation pour les Français. Par la suite, 19 officiers et 79 sous-officiers et hommes de troupes de cinq compagnies différentes occupent Douaumont qui devient le point central de la défense allemande sur la rive droite de la Meuse. Par cette prise, les Allemands ne se retrouvent plus qu'à 5 km de la ville de Verdun, se rapprochant inexorablement.
Malgré tout, la progression allemande est très fortement ralentie. En effet, la préparation d’artillerie présente des inconvénients pour l’attaquant. Le sol, labouré, devient contraignant, instable, dangereux. Bien souvent, la progression des troupes doit se faire en colonne, en évitant les obstacles.
Contre toute attente, les Allemands trouvent une opposition à leur progression. Chose incroyable, dans des positions françaises disparues, des survivants surgissent. Des poignées d’hommes, souvent sans officiers, s’arment et ripostent, à l’endroit où ils se trouvent. Une mitrailleuse suffit à bloquer une colonne ou la tête d’un régiment. Les combattants français, dans un piteux état, résistent avec acharnement et parviennent à ralentir ou à bloquer l’avance des troupes allemandes.
Un semblant de front est reconstitué. Les 270 pièces d’artillerie françaises tentent de rendre coup pour coup. Deux divisions françaises sont envoyées rapidement en renfort, le 24 février 1916, sur ce qui reste du front. Avec les survivants du bombardement, elles arrêtent la progression des troupes allemandes. Joffre fait appeler en urgence le général de Castelnau à qui il donne les pleins pouvoirs afin d'éviter la rupture des lignes françaises et une éventuelle retraite des troupes en catastrophe. Le général donne l’ordre le 24 février de résister sur la rive droite de la Meuse, du côté du fort de Douaumont, au nord de Verdun. La progression des troupes allemandes est ainsi stoppée grâce aux renforts demandés par le général de Castelnau jusqu'au lendemain, jour de la prise du fort.
C’est la fin de la première phase de la bataille de Verdun. Manifestement, les objectifs de Falkenhayn ne sont pas atteints. Un front trop limité, un terrain impraticable et la hargne du soldat français semblent avoir eu raison du plan allemand.

## Le commandement français réagit

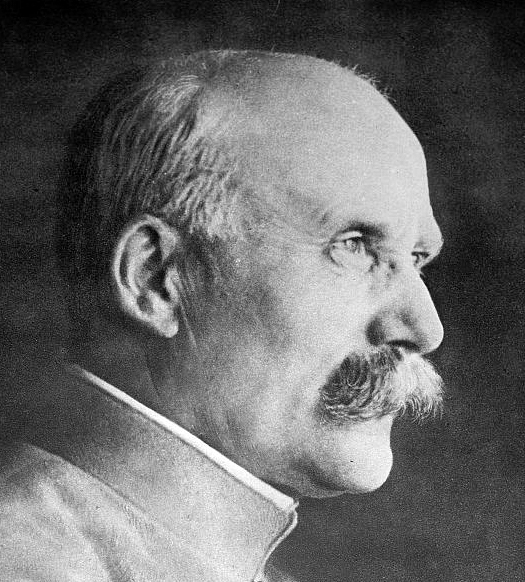
Philippe Pétain (24 avril 1856/ 23 juillet 1951).

Le 24 février 1916, à la suite des recommandations du général de Castelnau, Joffre décide de l'envoi à Verdun de la 2e armée, qui avait été placée en réserve stratégique, et dont le général Pétain, en poste à Noailles, était le commandant depuis le 21 juin 1915.
Bernard Serrigny, le chef de cabinet de Pétain, raconte dans ses mémoires, que lorsque le télégramme de nomination du GQG arrive à Noailles, Pétain s'est absenté sans avertir personne. Serrigny connaissant les habitudes de son chef, le retrouve avec sa maîtresse Eugénie Hardon-Dehérain dans l'hôtel Terminus, face à la gare du Nord à Paris. Le général, averti par son ordonnance de son affectation, la rejoint aussitôt, il trouve le front stabilisé par le général de Castelnau.
Philippe Pétain, fantassin de formation, n'ignore pas que « le feu tue », comme il le répète sans cesse. Pour lui, la progression de l'infanterie doit s'effectuer avec l’appui de l’artillerie. L’année précédente, la justesse de sa tactique a été démontrée. Il est économe des efforts de ses hommes et veille à adoucir au maximum la dureté des épreuves pour ses troupes.
Dès son arrivée, le 25 février 1916, à minuit le général Pétain tombe malade, en effet le 26 février il se réveille grelottant avec une toux vive, bronchite diront les uns ou pneumonie diront les autres. Il paraît néanmoins à 9 h devant l'état-major à Souilly et réorganise la défense en traçant lui-même les limites de cinq secteurs, disposant chacun d'une bonne voie d'accès. Dans chaque secteur, un chef prend le commandement absolu des troupes qui s'y trouvent et la responsabilité de la défense. Ces chefs sont de gauche à droite : sur la rive gauche de la Meuse Bazelaire, sur la rive droite de la Meuse Guillaumat, Balfourier, Baret et Duchêne. Considérant que le contrôle de la rive droite de la Meuse est conditionné par la conservation de la dernière ligne de hauteurs Froideterre - Souville - Tavannes, il prescrit de ne pas reculer et de défendre les positions à tout prix. Il fait néanmoins évacuer préventivement la bourgade de Fresnes-en-Woëvre dont la situation avancée est périlleuse et gênante. Il confie à son état-major le soin de proposer toutes les mesures qui permettront, dans les jours qui suivent, de remettre de l'ordre dans les unités et de rétablir les liens organiques. Pétain doit garder le lit. Il réapparaît, guéri, le 3 mars.
Une artillerie renforcée dans la mesure des disponibilités couvre les unités en ligne. Les forts sont réarmés. Pour ménager ses troupes, il impose le « tourniquet » ou « noria ». Les troupes se relaient pour la défense de Verdun. En juillet 1916, 70 des 95 divisions françaises ont participé à la bataille, soit 1 500 000 hommes, les soldats restant quatre ou cinq jours en premières lignes, puis la même durée en secondes lignes et dans les villages de l'arrière-front (alors que les soldats allemands restent sur place et voient leurs effectifs complétés au fur et à mesure des pertes).

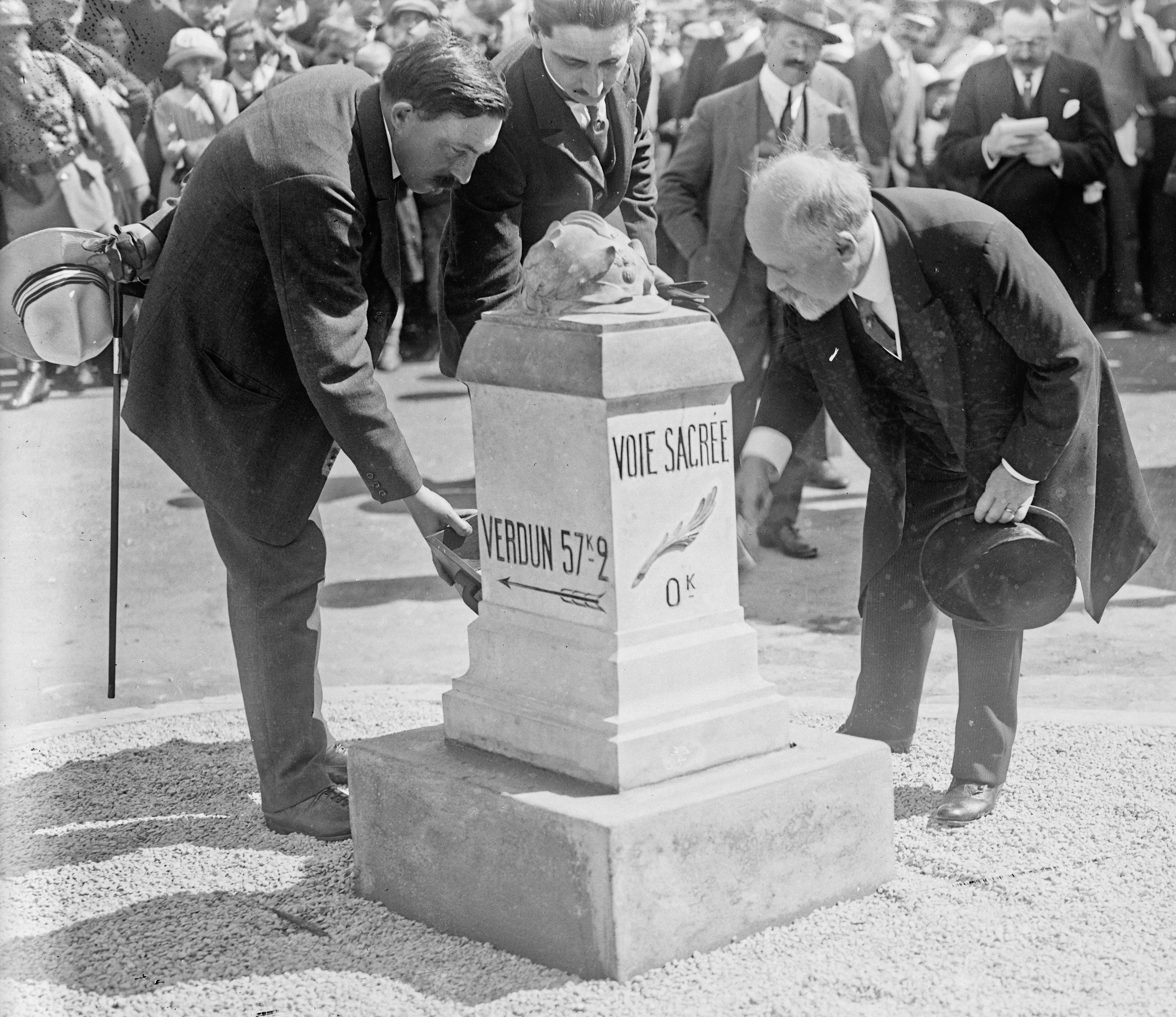
Inauguration de la Voie sacrée, première borne scellée par Raymond Poincaré (1922).

Dans un second temps, il réorganise avec le généralissime Joffre, la logistique. La seule voie de ravitaillement possible consiste en une voie ferrée sinueuse doublée d’une route départementale. La route ne fait que sept mètres de large et se transforme en bourbier dès les premières pluies. Sur ces 56 km de piste, il fait circuler une succession ininterrompue de camions roulant jour et nuit[réf. nécessaire].
Cette artère vitale pour le front de Verdun est appelée « La Voie sacrée » par Maurice Barrès. Il y circule plus de 3 000 camions, un toutes les quinze secondes. 90 000 hommes et 50 000 tonnes de munitions sont transportés chaque semaine.
Des carrières sont ouvertes dans le calcaire avoisinant. Des territoriaux et des civils empierrent en permanence la route. Des milliers de tonnes de pierres sont jetées sous les roues des camions qui montent et descendent du front. Les deux files font office de rouleau compresseur et dament les pierres.
Un règlement draconien régit l’utilisation de cette route. Il est interdit de stationner. Le roulage se fait pare-chocs contre pare-chocs, de jour comme de nuit. Le flot ne doit s’interrompre sous aucun prétexte. Tout véhicule en panne est poussé au fossé.
La voie ferrée existante est une voie métrique. Elle est intensément exploitée à partir du matériel roulant d'origine (celui du « Petit Meusien ») mais comme cela ne suffit pas, l'armée utilise aussi des locomotives, voitures et wagons en provenance de toute la France. Alors que le réseau n'est pas dimensionné pour absorber un tel trafic, aucun accident n'est à déplorer. Dans le même temps, les sapeurs construisent une nouvelle voie de chemin de fer, à voie normale cette fois, pour desservir Verdun : la ligne 6 bis. Construite en un temps record, elle contribue à la victoire française, en particulier en évitant les transbordements.
Enfin, Pétain réorganise l’artillerie. L’artillerie lourde restante est récupérée. Un groupement autonome est créé et directement placé sous ses ordres. Cela permet de concentrer les feux sur les points les plus menacés. Ces changements apportés à cette partie du front font remonter le moral de la troupe qui sent en Pétain un véritable chef qui la soutient dans l’effort et la souffrance[réf. souhaitée].
Pour la première fois depuis le début de la guerre, l'aviation intervient de manière véritablement organisée avec la création de la première grande unité de chasse, chargée de dégager le ciel des engins ennemis, et de renseigner le commandement sur les positions et les mouvements de l'adversaire : « Je suis aveugle, dégagez le ciel et éclairez-moi », leur dira-t-il. Les Allemands sont arrêtés à quatre kilomètres de leurs positions de départ, avance très faible par rapport aux moyens qu'ils ont engagés[réf. souhaitée].

## Les combats se livrent sur les deux rives de la Meuse
|                                         |  |  |
| Le fort de Douaumont début et fin 1916. |  |  |

Le Kronprinz supplie Falkenhayn d’attaquer la rive gauche pour faire taire les canons français. Les Allemands attaquent autour du Mort-Homme, du côté de la rive gauche, du bois des Bourrus, du bois de Cumières et du bois des Corbeaux. Puis ils attaquent sur la rive droite autour du fort de Vaux, de la côte du Poivre, etc. Ce sont à chaque fois des boucheries pour les deux camps. En ces lieux, tant du côté français qu'allemand, ces hommes font preuve tout à la fois de courage, de désespoir, de sacrifice et d’abnégation.
Sur ces positions, les armées françaises et allemandes sont impitoyablement usées et saignées à blanc. Nombreuses sont les unités qui doivent être entièrement reconstituées à plusieurs reprises ou qui disparaissent.
Le 6 mars 1916, les Allemands pilonnent et attaquent le Mort-Homme sur la rive gauche. Mais le feu français les arrête. Cette « bataille dans la bataille » va durer jusqu’au 15 mars. Au cours de ces dix jours, le secteur est transformé en désert. Les combattants des deux bords y connaissent toutes les souffrances.
Simultanément, le 7 mars, les Allemands lancent une offensive sur la rive droite, à partir de Douaumont. Cette partie du front est le secteur le plus durement touché de la bataille. Le fort de Souville (aujourd'hui totalement en ruine), l'ouvrage de Thiaumont (totalement rayé du paysage), l'ouvrage de Froideterre (qui résiste bien, quoique les différents organes du fort ne soient pas reliés par des souterrains) permettent à l'armée française de s'accrocher sur la dernière position haute dominant la ville de Verdun. Le village de Fleury-devant-Douaumont est le théâtre de combats particulièrement intenses, il est pris et repris 16 fois. Mais les Allemands n'iront pas plus loin. Ce village, qui fait aujourd'hui partie des six communes « mortes pour la France » (qui ont un maire, mais n'ont plus d'habitants), a représenté l'avance extrême de l'armée allemande devant Verdun.
Le saillant de Verdun se transforme en une boucherie où la violence guerrière l’emporte sur tout.

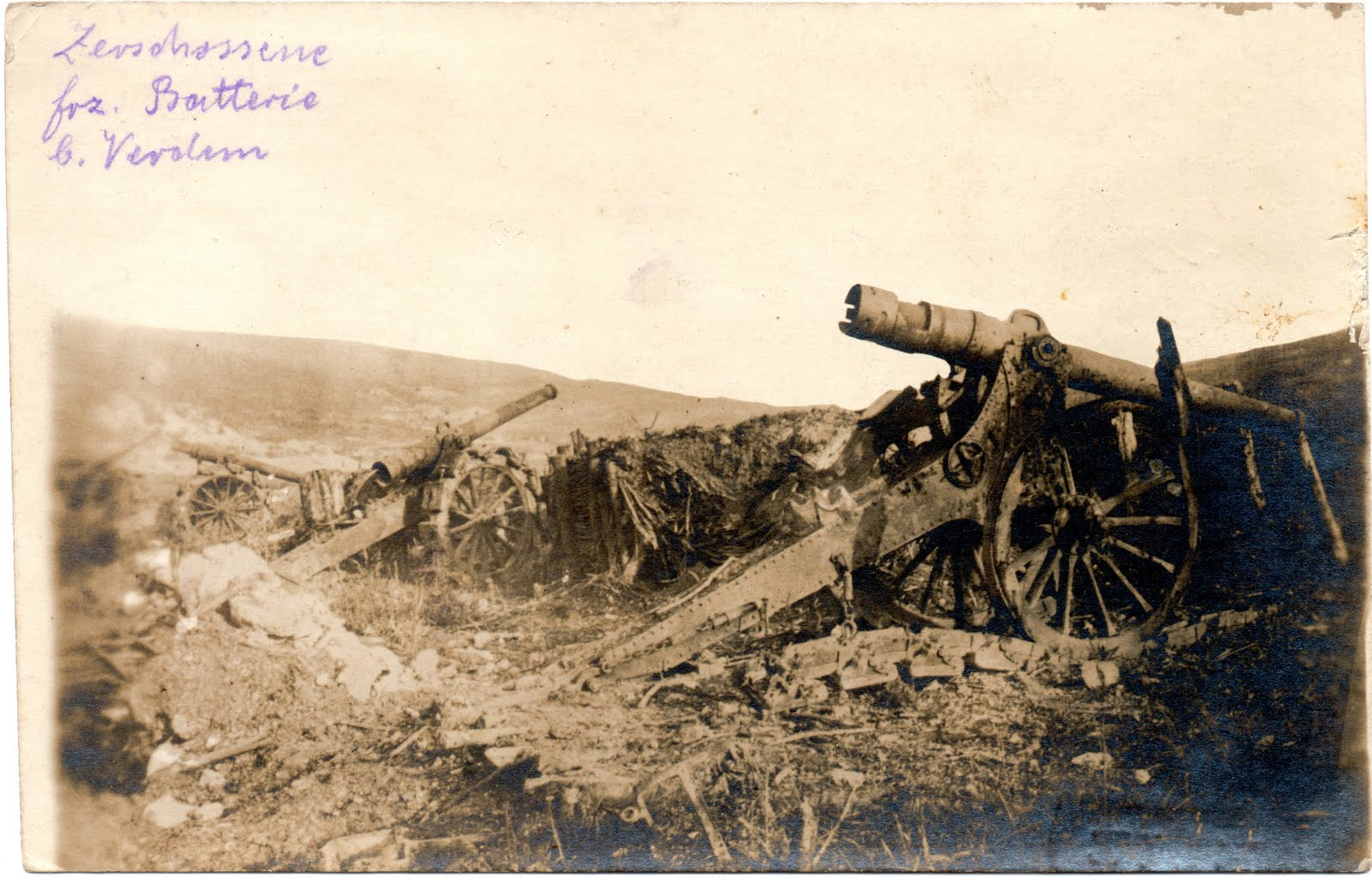
Batterie d'artillerie française détruite (avant 29 septembre 1916).

Le fer, le feu et la boue forment la triade infernale composant la vie du « poilu », mais aussi celle du « Feldgrau » allemand.
Pétain réclame des renforts à Joffre. Mais ce dernier privilégie sa future offensive sur la Somme. Cela fait dire à Pétain « Le GQG me donne plus de mal que les Boches ».
La 11e division bavaroise investit, le 20 mars, la cote 304 qui couvrait de son feu le Mort-Homme. Malgré ces succès, l’offensive générale allemande sur les deux rives de la Meuse est arrêtée par les Français. « Les assauts furieux des armées du Kronprinz ont partout été brisés. Courage… on les aura ! » dira Pétain dans son ordre du jour du 10 avril.

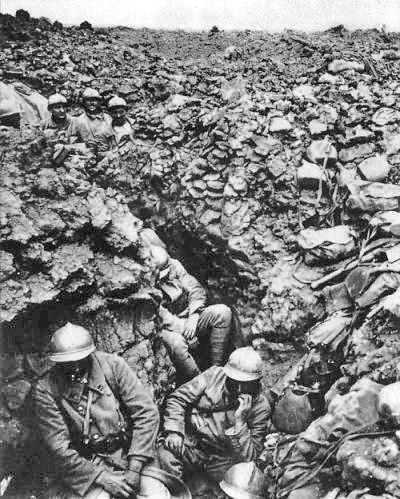
Soldats français sur la cote 304.

Au début de la bataille, les effectifs français étaient de 150 000 hommes. En avril, ils s'élèvent à 525 000 hommes. Cette concentration humaine sur une si faible surface pourrait expliquer dans une certaine mesure le bain de sang que constitue Verdun.
Cependant, à chaque fois que les Allemands paraissent arrêtés, le président Raymond Poincaré réclame à Pétain une contre-offensive. En mars 1916, excédé par celui qu'il juge plus agir en avocat qu'en chef, et conscient que l'armée française s'use plus vite que l'armée allemande tant que les Russes et les Britanniques restent l'arme au pied, Pétain lui répond, que si la mesure s'avère nécessaire, il n'hésitera pas à envisager d'abandonner Verdun.
Les exigences de Pétain pour préserver d'une trop grande usure les divisions françaises engagées à Verdun contrecarrent le projet de Joffre de mise en réserve des unités les plus fraîches en vue d'une grande offensive dans la Somme. Joffre craint aussi que l'armée soit acculée à la Meuse si elle ne contre-attaque pas. Conscient que Pétain « a fait réaliser à notre armée les plus grands progrès tactiques de toute la guerre », Joffre décide de l'éloigner du champ de bataille de Verdun et de lui donner un front plus vaste à diriger, dans l'espoir qu'il prenne mieux en compte la situation générale. Il informe Pétain dès le 19 avril 1916 qu'il le remplacera à la fin du mois. Le 1er mai, il nomme Pétain chef du groupe d’armées Centre et nomme le général Robert Nivelle à Verdun.
Ce dernier charge le général Charles Mangin de reprendre le fort de Douaumont. La bataille s’engage par six jours de pilonnage du fort par les Français. L’infanterie prend pied sur le fort le 22 mai, mais en est chassée le 24.
Durant ce temps, 10 000 Français tombent pour conserver la cote 304 où les Allemands sont accrochés sur les pentes.
L’artillerie, pièce maîtresse de ce champ de bataille, est toujours en faveur du côté allemand avec 2 200 pièces à ce moment-là pour 1 800 pièces côté français. Verdun semble agir comme catalyseur. Les belligérants ne paraissent plus pouvoir renoncer et sont condamnés à investir de plus en plus de forces sur ce champ de bataille qui a déjà tant coûté.

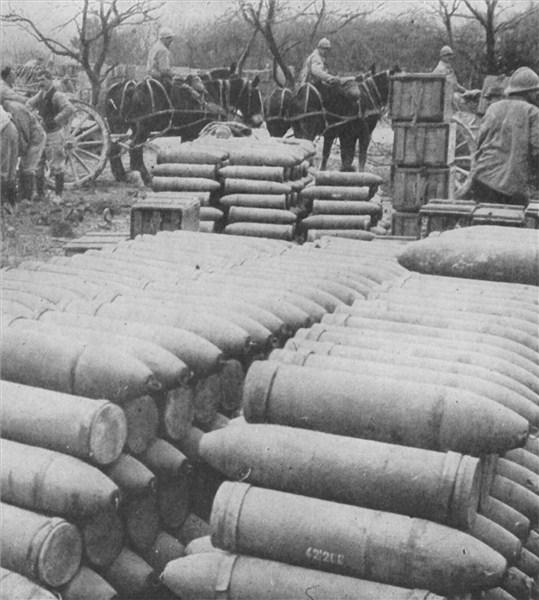
Dépôt de munitions français dans les lignes arrières.

Falkenhayn reprend l’offensive sur la rive droite de la Meuse. Sur un front de six kilomètres, les Allemands sont à quatre contre un. Ils mettent les moyens pour emporter la décision qui tarde depuis si longtemps. À trois kilomètres au sud-est de Douaumont se trouve le fort de Vaux. Il est défendu par une garnison de 600 hommes. L’eau, les vivres et l’artillerie sont en quantité insuffisante. Après une intense préparation d’artillerie, le 1er juin 1916, l’infanterie allemande se lance à l’attaque du fort. Le 2 juin, elle pénètre dans l’enceinte. Toutefois, il faut encore « nettoyer » la place. Les combats se livrent couloir par couloir. Il faut gazer la garnison pour la réduire. Une expédition de secours est anéantie le 6 juin. Finalement, le commandant Raynal, chef de la place, capitule le 7 juin car les réserves d'eau à l'intérieur du fort sont tombées à zéro.
Les Allemands sont tout près de Verdun dont ils peuvent apercevoir les tours de la cathédrale. Falkenhayn croit la victoire à sa portée. Le 18 juin 1916, il fait bombarder le secteur avec des obus au phosgène. Mais les 70 000 Allemands doivent attendre, l’arme à la bretelle, que le gaz se dissipe pour attaquer. Ce temps précieux est mis à profit par les forces françaises pour renforcer la position. Lorsque l’assaut recommence, le 23 juin, il réussit à faire une percée de six kilomètres et à occuper la crête de Fleury.

## Le sort de la bataille bascule
Le 1er juillet 1916 au matin, les Alliés ont attaqué sur la Somme. Les Russes avancent sur le front oriental et les Italiens font reculer les Autrichiens. Des troupes et de l’artillerie sont alors prélevées par le commandement allemand sur le front de Verdun ce qui complique la tâche des chefs sur place.
Le 11 juillet, Falkenhayn lance l’offensive de la dernière chance, son obstination pouvant s'expliquer par les rivalités au sommet de la Ve armée, exacerbées par la crainte de l'humiliation qu'entraînerait l'aveu d'une erreur stratégique. Les Allemands partent à l'assaut après une préparation d'artillerie de trois jours visant le fort de Souville. Ce dernier est écrasé par les obus de très gros calibre car il est le dernier arrêt avant la descente sur la ville de Verdun. Néanmoins, l'artillerie de campagne du 6e CA ainsi que des mitrailleurs sortis des niveaux inférieurs du fort de Souville portent un coup d'arrêt définitif aux vagues d'assaut allemandes. Une cinquantaine de fantassins allemands parviennent quand même au sommet du fort mais ils sont faits prisonniers ou regagnent leurs lignes : le fort de Souville est définitivement dégagé le 12 juillet dans l'après-midi. Souville marque donc l'échec définitif de la dernière offensive allemande sur Verdun en 1916. L'attaque est bloquée à trois kilomètres de la ville. À ce moment, les Allemands perdent l’initiative et Falkenhayn doit démissionner le 26 août.
Le 13 septembre 1916, la ville de Verdun reçoit la Légion d'Honneur, la Croix de Guerre et plusieurs décorations étrangères. « M. Poincaré prononça un beau discours rappelant le rôle joué par Verdun dans la lutte générale et la préparation de l'offensive d'ensemble. Puis il épingla sur un coussin les décorations. Le général Nivelle reçut ensuite la plaque de grand officier de la Légion d'honneur. »
Du 21 au 24 octobre, les Français pilonnent les lignes ennemies. Écrasés et gazés par des obus de 400 mm, les Allemands évacuent Douaumont le 23 octobre. Les batteries ennemies repérées sont détruites par l’artillerie française.
Puis, le 24 octobre, trois divisions françaises passent à l’attaque sur un front de sept kilomètres. Douaumont est repris et 6 000 Allemands sont capturés.
Parallèlement à l’offensive lancée sur le fort de Douaumont, une offensive est lancée sur le fort de Vaux. Les combats qui mènent à la reprise du Fort de Vaux durent 10 jours et ces 2 succès constituent l’amorce qui mènera à la « victoire » de la bataille de Verdun.
Le 2 novembre, le fort de Vaux est évacué par les Allemands. Au 21 décembre, la plupart des positions perdues en février sont récupérées par les Français.

## Bilan

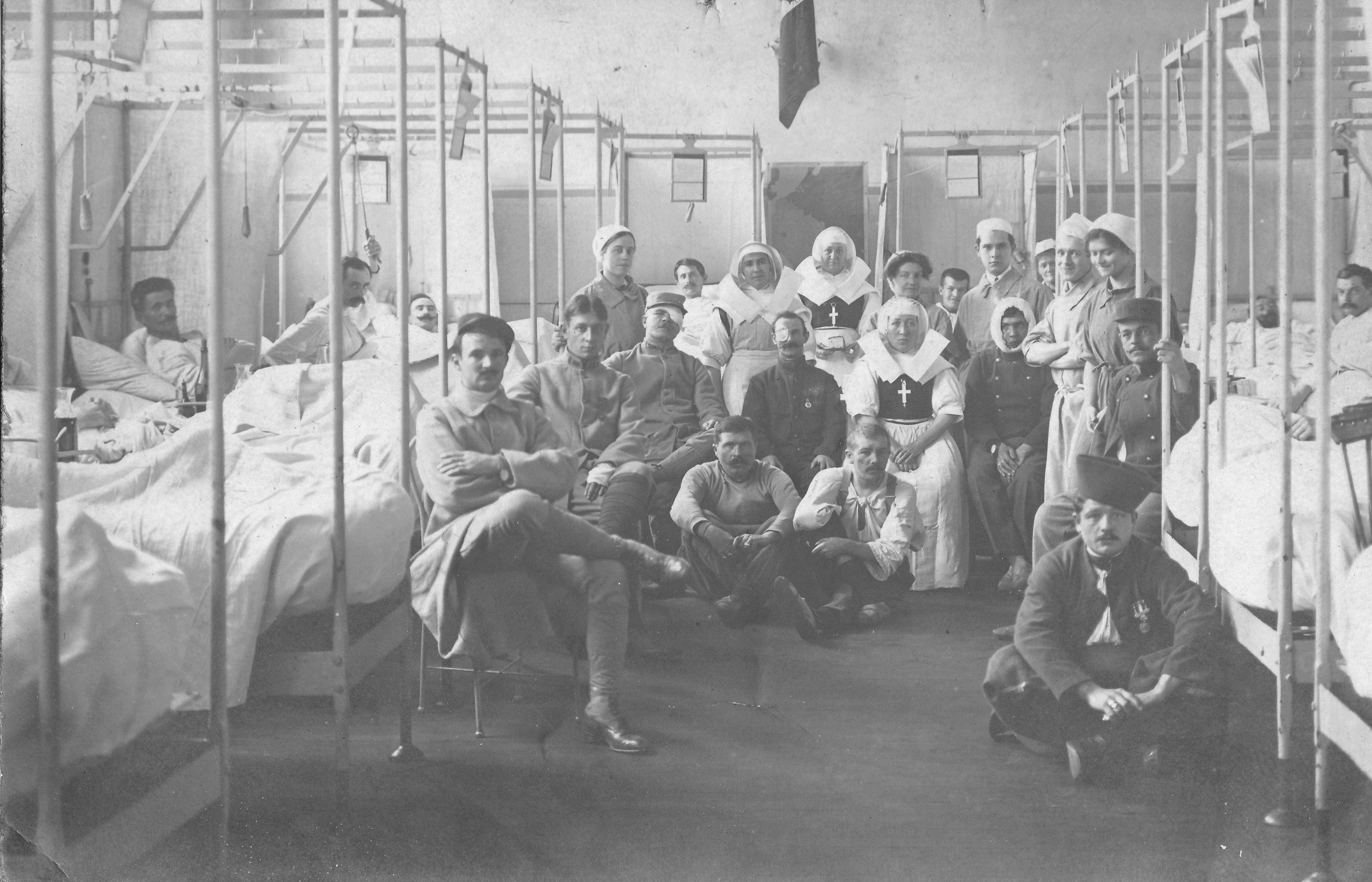
Blessés de guerre à l'hôpital.

C'est une guerre de position, les pertes ont été considérables, pour un territoire conquis nul. Après 10 mois d’atroces souffrances pour les deux camps, la bataille aura coûté aux Français 378 000 hommes (61 000 tués, plus de 101 000 disparus et plus de 216 000 blessés, souvent invalides) et aux Allemands 337 000. 53 millions d’obus, (30 millions d'obus allemands et 23 millions d'obus français — une estimation parmi d'autres, aucun chiffre officiel n'existant — y ont été tirés, dont un quart au moins n'ont pas explosé (obus défectueux, tombés à plat, etc.) ; deux millions par les Allemands pour le seul 21 février 1916. Si l'on ramène ce chiffre à la superficie du champ de bataille, on obtient six obus par mètre carré. Ainsi, la célèbre cote 304, dont le nom vient de son altitude, 304 mètres, ne fait plus que 297 mètres d'altitude après la bataille et le Mort-Homme a perdu 10 mètres. Les Allemands ont employé à cet effet 2 200 pièces d'artillerie, les Français 1 727.
Du fait du résultat militaire nul, cette bataille, ramenée à l'échelle du conflit, n'a pas de conséquences fondamentales. Elle reste un symbole de futilité mais la construction mythologique française d'après-guerre, à travers les cérémonies officielles, les défilés militaires, l'historiographie ou la littérature en a fait l'incarnation du sacrifice consenti pour la victoire.

Georges Duhamel, chirurgien à Verdun, affirmera : 

« Ce que je peux dire c'est qu'il y a des moments que nous avons traversés dans la douleur et auxquels il nous arrive de penser plus tard avec une sorte de tendresse et même de nostalgie, ils nous paraissent dans l'éloignement colorés de poésie en dépit de la tristesse… Mais jamais, jamais ce miracle indulgent ne s'est produit en moi pour tout ce qui touche à ce Verdun de l'année 16 : Non ! Non ! Non ! Pas d'oubli, pas d'indulgence transfiguratrice pour l'enfer ! »

Après la guerre, en France, de nombreuses associations d'anciens combattants évoquèrent un nombre de morts beaucoup plus élevé du côté des pertes françaises, car le nombre de morts de la bataille de Verdun (comme pour les autres batailles du conflit) évolue d'une source à une autre, avec souvent des différences de plusieurs dizaines de milliers de victimes. Aussi, les associations d'anciens combattants français dénonçaient les chiffres des pertes comme « étrangement ressemblantes à celles des Allemands ». Le chiffre de 250 000 morts français (en comptant les disparus) fut retenu par les associations d'anciens combattants français, après les derniers décomptes et estimations des années 1930.
Depuis, de nouvelles recherches ont été menées et ont abouti aux chiffres actuels, bien inférieurs aux estimations des anciens combattants. Cette différence peut être expliquée par l’impact que l’horreur de Verdun a eu sur ceux qui ont vécu la bataille et sur l’imaginaire collectif, amenant à une surévaluation des pertes françaises à l’époque.

## Le symbole de Verdun

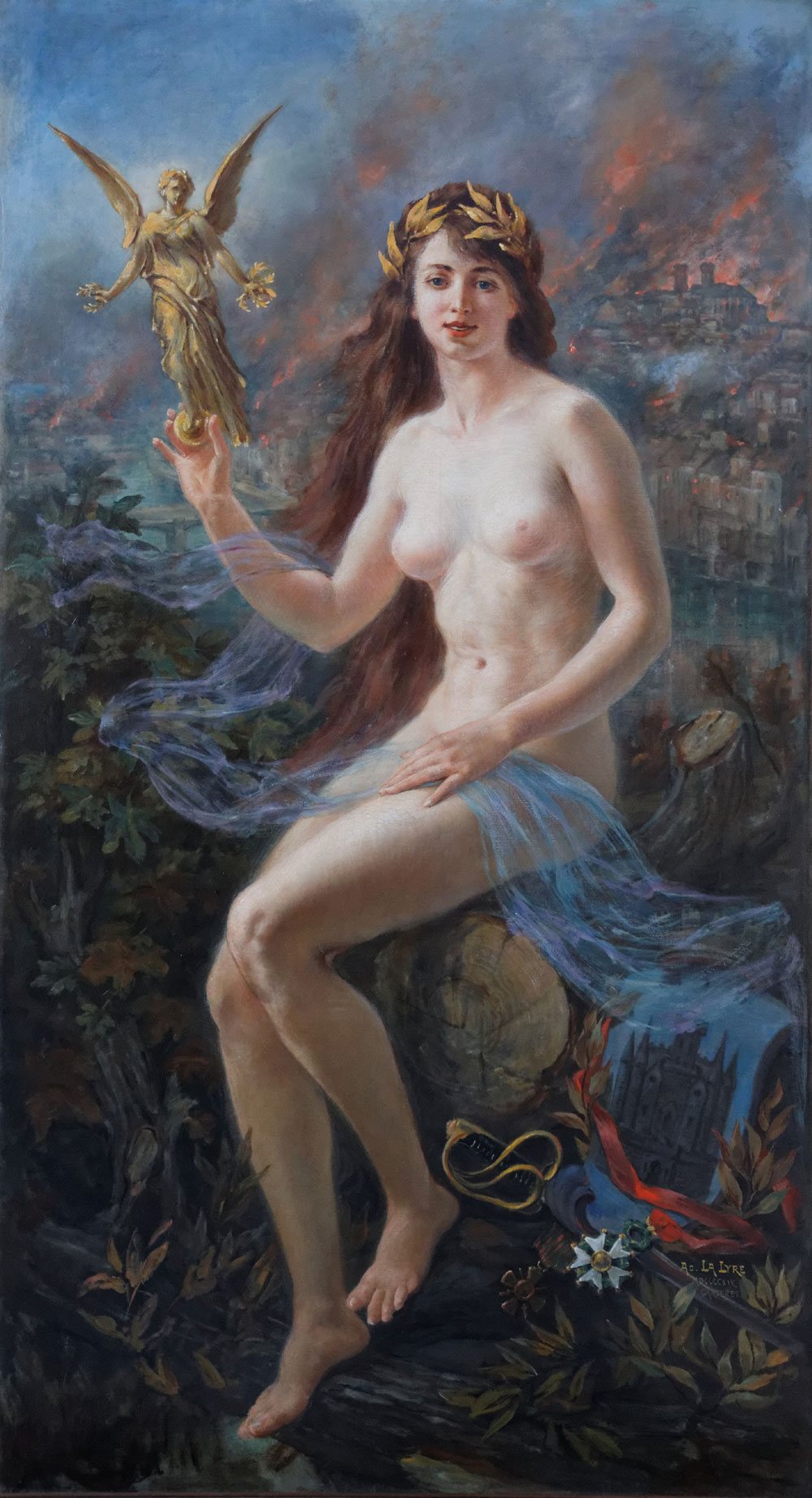
Adolphe Lalyre, La Victoire ou La Muse de Verdun, 1919.

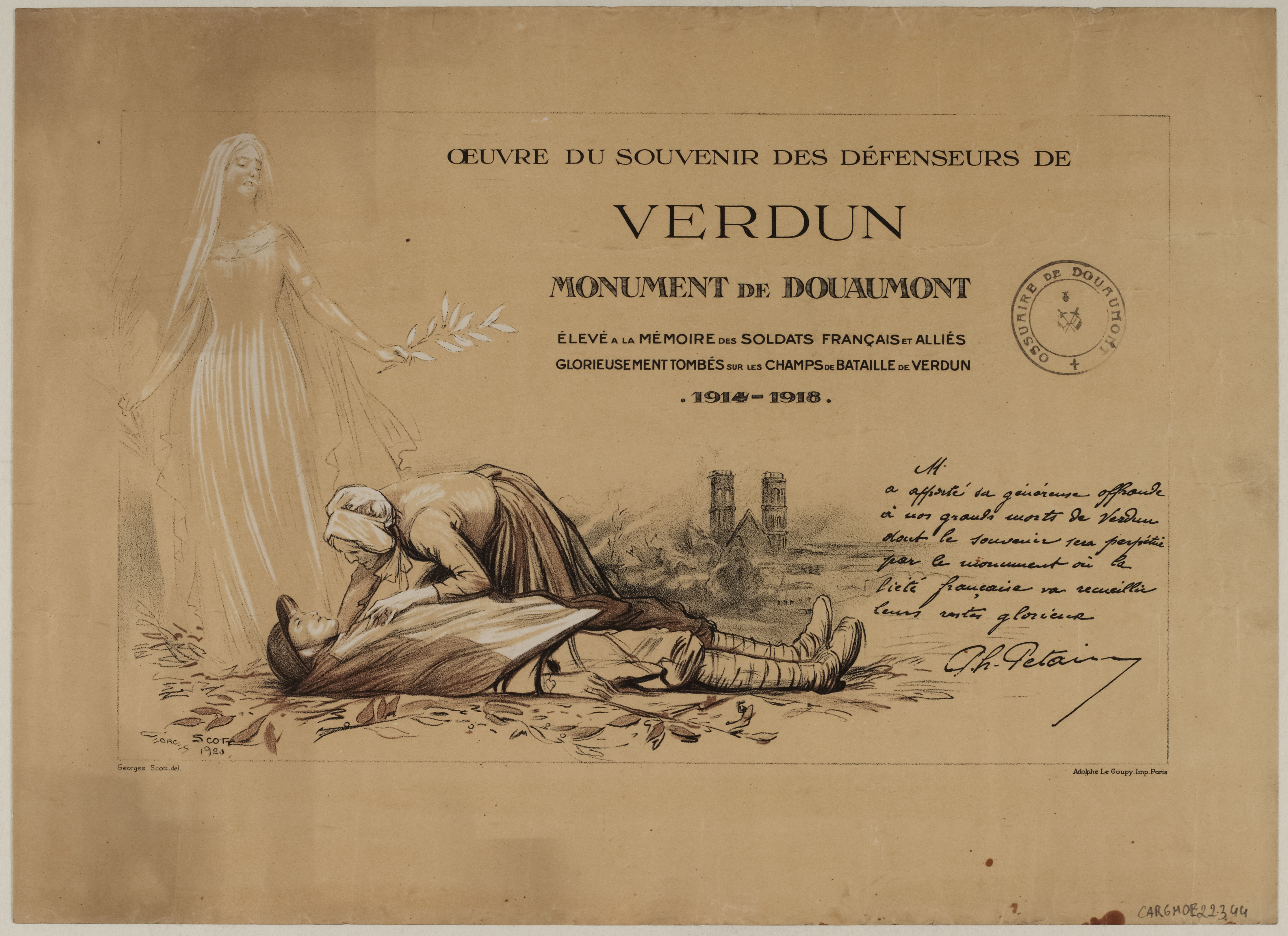
Oeuvre du souvenir des défenseurs de Verdun, de Georges-Bertin Scott.

La résistance des combattants français à Verdun est relatée dans le monde entier. La petite ville meusienne, surtout connue jusqu'alors pour le traité de Verdun signé en 843, acquiert une réputation mondiale. Cette victoire défensive est considérée par les combattants comme la victoire de toute l'armée française, dont la plus grande partie du contingent a participé aux combats. Sur les 95 divisions de l'armée française, 70 y ont participé. « Verdun, j'y étais ! » affirment, avec un mélange de fierté et d'horreur rétrospective, les poilus qui en sont revenus. Pour la nation tout entière, Verdun devient le symbole du courage et de l'abnégation.
Les comités du souvenir des soldats de Verdun se sont en effet rapidement forgé cette identité spécifique à la bataille. Leur construction unanimiste du discours mémoriel a volontairement omis la critique de la conduite de la guerre ou la vie quotidienne des tranchées. Elle s'est figée sur la figure symbolique du « soldat de Verdun » et adossée à une sainte hiérarchie (héroïsme, sacrifice et patriotisme du soldat, gloire de l'armée française tout entière, depuis les soldats jusqu'au génie des chefs, écorné cependant par les mémoires des officiers de tranchées) dont la bataille forme le sommet « incomparable ». C'est dans cet esprit que sont forgées les légendes patriotiques telles que la tranchée des baïonnettes et le « Debout les morts ! » de Péricard.
Cette forte symbolique a très tôt inspiré la littérature de guerre avec de grands romans de guerre comme Le Feu d'Henri Barbusse, Les Croix de bois de Roland Dorgelès ou Les Hommes de bonne volonté de Jules Romains qui situent leur action à Verdun.
La symbolique guerrière de Verdun a depuis évolué. Le conseil municipal de la ville se proclame « capitale de la paix » en 1966. Le Mémorial de Verdun inauguré en 1967 perpétue la mémoire des deux côtés. Ce tournant mémoriel se confirme dans les années 1970 et 1980. Théâtre de la réconciliation franco-allemande, la commémoration de Verdun est notamment symbolisée par la poignée de main de François Mitterrand et Helmut Kohl à Douaumont en 1984. Le Centre mondial de la paix inauguré à Verdun en 1994 se veut un lieu de promotion de la paix, des libertés et des droits de l'homme. Ce basculement se poursuit dans la production éditoriale et musicale des décennies suivantes qui voit Verdun relégué au second plan au profit de batailles comme le Chemin des Dames. Leurs thématiques rejoignent celles de l'historiographie et de l'enseignement scolaire, « glissant du registre de l'héroïsme désuet à celui de la résistance à la guerre ou du moins à son évidente absurdité ».
Verdun est même, comme toutes les grandes batailles de la Grande Guerre, l'enjeu de débats historiographiques : le fait qu'il n'y ait pas eu de mutinerie d'envergure à Verdun est expliqué par les historiens comme l'illustration du consentement patriotique ou au contraire de la contrainte.

## Décoration
- « Verdun 1916 » est inscrit sur le drapeau des régiments cités lors de cette bataille.

## Commémoration
La 310e promotion (mars à octobre 2016) de sous-officiers d'active de l'ENSOA de Saint-Maixent porte le nom de « Sous-officiers de Verdun 1916 ».
La promotion du bataillon EOR de l'ESM Saint-Cyr Coëtquidan (de septembre et octobre 1986 à janvier 1987) porte de nom de « Victoire de Verdun ».
La 5e promotion (1965-1966) d’élèves officiers d'active de l’École militaire interarmes (EMIA) de Coëtquidan porte le nom de « Cinquantenaire de Verdun ».

## Galerie photographique

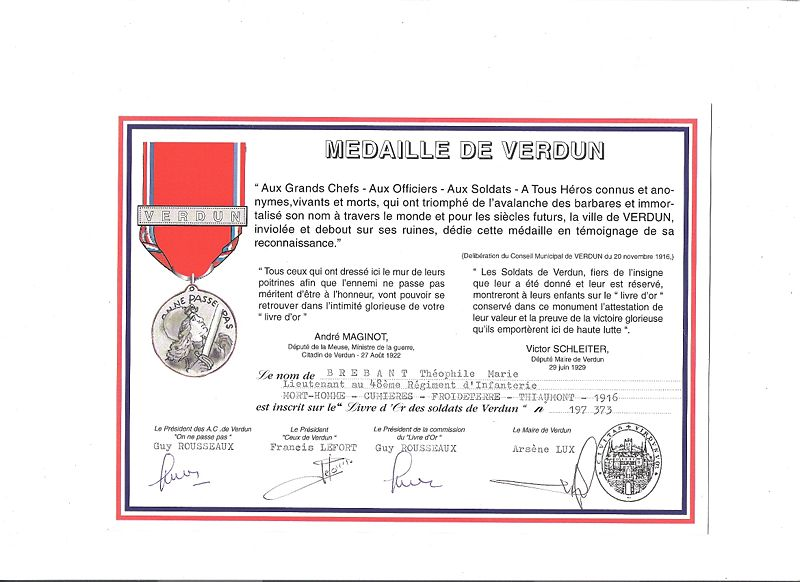
Diplôme décerné au lieutenant Brébant du 48e RI.
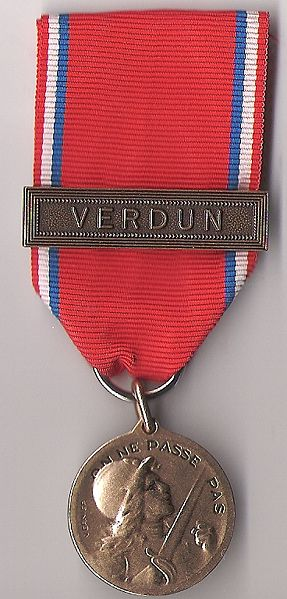
Médaille de Verdun au lieutenant Brébant du 48e régiment d'infanterie.
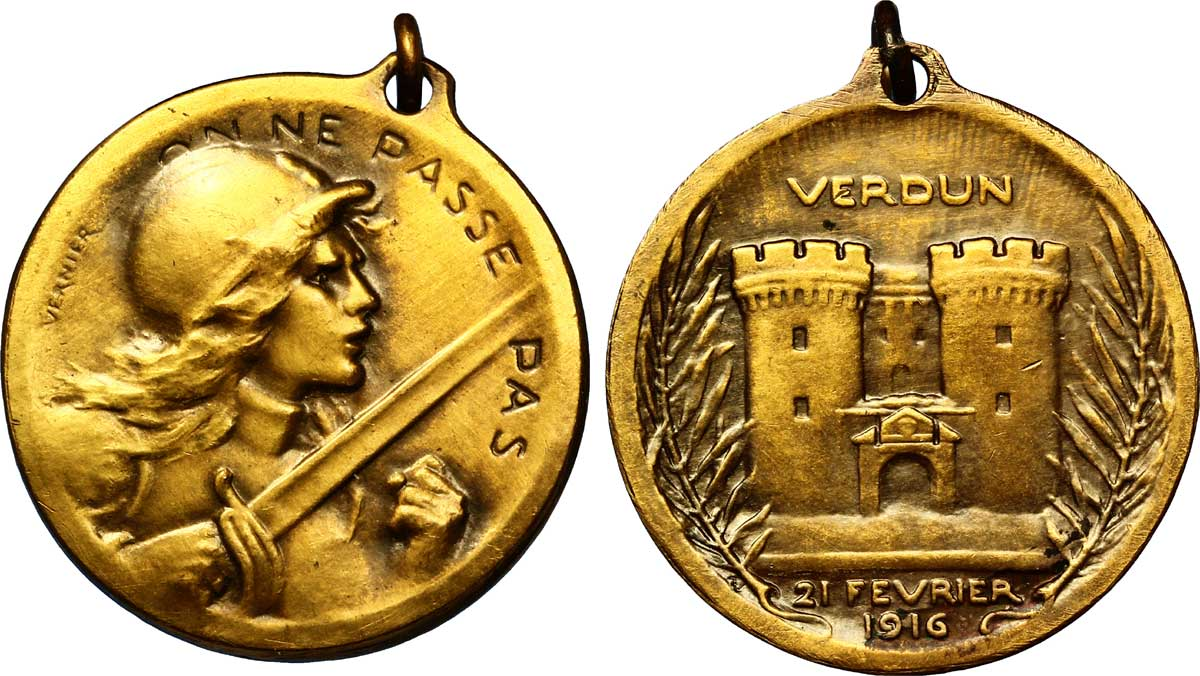
Jeton de la Bataille de Verdun frappé en 1916. Description avers : Marianne casquée, épée à la main, défendant sa position. Description revers : Citadelle de la ville de Verdun entre deux palmes.

## Personnalités ayant combattu à Verdun
Un certain nombre d'acteurs notables de la Seconde Guerre mondiale ont servi à Verdun, et les témoignages et les récits allemands sur la Seconde Guerre mondiale sur le front de l'Est se réfèrent fréquemment aux souvenirs et à l'expérience de la campagne de Verdun.
Dès 1942, certains officiers allemands notent ainsi que l'Armée rouge est capable de réunir des concentrations d'artillerie « comme on n'en a plus vu depuis la bataille de Douaumont ». Futurs experts du Blitzkrieg, Heinz Guderian et Erich von Manstein ont l'un et l'autre servi à Verdun, le premier à l'état-major de la 5e armée, où il était officier de renseignement adjoint, le second au sein de l'état-major de Gallwitz.
Vingt-deux ans avant de diriger la VIe armée allemande à Stalingrad, Friedrich Paulus était en 1916 Oberleutnant au 2e régiment de chasseurs prussiens et il a participé à la bataille de Fleury au mois de juin.
Gouverneur de Paris en 1942, le général Carl-Heinrich von Stülpnagel commandait un bataillon à Verdun. Membre de la conspiration qui tenta de tuer Hitler en juillet 1944, il tenta de se suicider près du Mort-Homme, mais ne parvint qu'à s'éborgner. Il fut pendu quelques semaines plus tard.
Le général Hans von Kluge, qui commandait le groupe d'armée B, et participa lui aussi au complot, avait été artilleur à Verdun en 1917. Démis de ses fonctions sur le front de Normandie, il fut convoqué à Berlin. Pressentant une arrestation, il se suicide en chemin, peu avant Verdun, entre Clermont-en-Argonne et Dombasle-en-Argonne.
Le chef d'état-major de Hitler, le Generaloberst Wilhelm Keitel, servait à l'état-major du 10e corps de réserve, sur la rive droite de la Meuse, pendant l'été 1916. Citons encore, parmi les autres participants allemands à la bataille, le chef de la SA, Ernst Röhm, et son adjoint, Rudolf Hess.
Côté français, outre Philippe Pétain lui-même, on relève parmi les noms des vétérans français, celui de son futur protégé, puis adversaire, Charles de Gaulle alors âgé de 26 ans. Le 2 mars 1916, le 33e régiment d'infanterie où il sert est attaqué et décimé, anéanti par l'ennemi en défendant le village de Douaumont, près de Verdun. Sa compagnie est mise à mal au cours de ce combat et les survivants sont encerclés. Tentant alors une percée, De Gaulle est obligé par la violence du combat à sauter dans un trou d'obus pour se protéger, mais des Allemands le suivent et le blessent d'un coup de baïonnette à la cuisse gauche. Capturé par les troupes allemandes, il est soigné et interné. Cette disparition au front lui vaut d'être cité à l'ordre de l'armée.
En 1966, année du cinquantenaire de la bataille, il devait déclarer : « La gloire que le maréchal Pétain avait acquise à Verdun ne saurait être ni contestée ni méconnue par la patrie ».
L'amiral Darlan (1881-1942), commandant de la flotte française et vice-président du Conseil du gouvernement de Vichy, était, quant à lui, lieutenant de vaisseau en 1916 ; il servait au sein d'une batterie d'artillerie navale déployée à Verdun.
Le général Raoul Salan (1899-1984), qui participa au débarquement de Provence et participera à la libération de l'Alsace y gagnant le grade de général de Brigade, connu pour avoir mené le putsch des généraux en avril 1961 à Alger, passa également par Verdun en 1918. Engagé volontaire à 18 ans en 1917, il participa comme chef de section d'une compagnie aux combats dans la région de Verdun (Saint-Mihiel, Les Éparges, fort de Bois-Bourru, côte de l’Oie, Cumières-le-Mort-Homme) et fut cité à l’ordre de la brigade.
Jean de Lattre de Tassigny (1889-1952, maréchal à titre posthume) fut capitaine au 93e régiment d'infanterie en 1916 et se battit à Verdun pendant seize mois. En 1945, ses troupes arrêteront, en Allemagne occupée, l'ancien Kronprinz, Guillaume de Prusse, qui avait commandé ses troupes à Verdun.
Le colonel Adrien Henry (1888-1963), résistant pendant la Seconde Guerre mondiale, l'un des soldats les plus décorés de France, a été blessé, prisonnier et évadé en mai 1916 (avec le 361e RI).
L'écrivain et député de Nancy Émile Driant est mort à Verdun le 22 février 1916.
Louis Maufrais était un médecin militaire qui passa la majeure partie de la guerre dans les tranchées. Il a écrit un récit de ses expériences sur les lignes de front de nombreuses batailles, notamment les batailles de Verdun en 1916 et 1917.

## Le champ de bataille aujourd'hui
|                                                                                       |  |  |
| Le champ de bataille de 1916 conserve encore aujourd'hui la trace des impacts d'obus. |  |  |

Le champ de bataille a changé d'aspect avec le temps. La « vaste bande brune » décrite par James McConnell a disparu sous une forêt de conifères dans les années 1920. Certaines zones ont depuis été déboisées et rendues à l'agriculture, le travail y reste éprouvant, car les socs des charrues continuent d'arracher à la terre d'impressionnantes quantités d'obus non explosés. Ces derniers sont maintenant complètement rouillés, leur contenu s'échappe peu à peu dans la terre, mais le « pop » sourd d'un obus à gaz laissant échapper sa charge reste un rappel saisissant de ce qu'a pu être la bataille. Lorsqu'on se promène dans la forêt, on distingue encore nettement les bords des cratères qui se chevauchent. Mais ce sont sans doute les emplacements des villages détruits qui constituent les vestiges les plus poignants : pratiquement aucune trace ne subsiste de leur existence, seule une petite chapelle s'élève à l'endroit où se trouvait autrefois l'église. 14 000 ha de forêts composent aujourd’hui la zone rouge.
La construction de l'ossuaire de Douaumont a débuté en 1923. Les premiers corps y ont été déposés à partir de 1926, et le président Doumergue l'a inauguré en 1929. Un mémorial juif y a été ajouté en 1938, un mémorial aux soldats musulmans en 1971 (16 142 soldats reposent dans le cimetière de Fleury, et 592 musulmans tournés en direction de La Mecque).
La Fondation du patrimoine et le conseil général de la Meuse ont fait du champ de bataille de Verdun, en vue des commémorations du centenaire de la Première Guerre mondiale, une « forêt d'exception », projet de l'Office national des forêts visant à mieux faire connaître et valoriser le patrimoine forestier français. Cette partie de la forêt de Verdun de 10 000 ha abrite en effet de nombreux lieux de mémoire de la Première Guerre mondiale et une biodiversité originale : 16 espèces de chiroptères dont des chauves-souris classées dans la liste rouge de la faune menacée nichent dans les ouvrages souterrains, 18 espèces d’amphibiens (crapauds sonneurs à ventre jaune, quatre espèces de tritons crêtés) vivent dans les trous d'obus emplis d'eau et une vingtaine d'espèces d'orchidées (ophrys bourdon, mouche, abeille, orchis négligé) se sont développées spontanément.

## Lieux importants visitables
- l'ossuaire de Douaumont ;

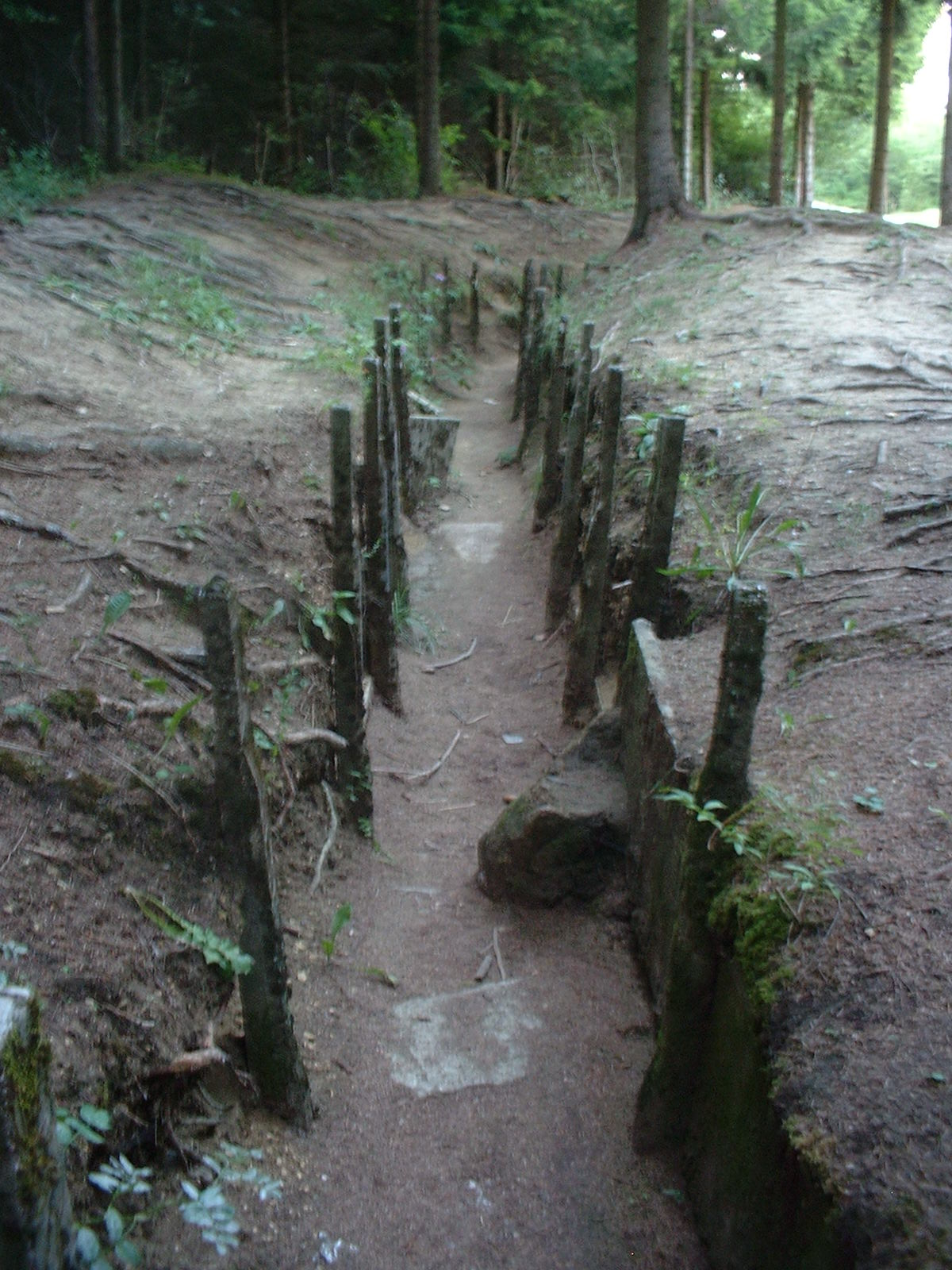
Les restes d'une voie de communication dans une zone débroussaillée du champ de bataille (probablement le boyau de Londres).

- le fort de Douaumont, l'ouvrage de Thiaumont, le fort de Vaux, l'ouvrage de Froideterre, le fort de Souville, l'ouvrage de La Falouse[65] et l'abri des Quatre Cheminées ;
- la citadelle souterraine de Verdun ;
- Fleury-devant-Douaumont (village détruit) ;
- la butte de Montfaucon et le cimetière américain de Romagne-sous-Montfaucon ;
- les Éparges ;
- la cote 304 ;
- le Mort-Homme et le village détruit de Cumières-le-Mort-Homme ;
- le tunnel de Tavannes ;
- le bois des Caures ;
- le Mémorial de Verdun ;
- la tranchée des baïonnettes ;
- le Centre mondial de la paix ;
- la voie sacrée, reliant le front à Bar-le-Duc ;
- la butte de Vauquois ;
- la tranchée de Chattancourt.